# Esvres
Vous lisez un « bon article » labellisé en 2019.
Esvres-sur-Indre redirige ici.
Pour l’article ayant un titre homophone, voir Èvres.
Esvres (prononcé [ɛvʁ]), appelée également Esvres-sur-Indre, est une commune française située dans le département d'Indre-et-Loire, en région Centre-Val de Loire.
Le territoire d'Esvres porte des traces d'occupation humaine depuis le Paléolithique. C'est surtout au IIe siècle av. J.-C. que les indices s'accumulent (nécropoles, établissements ruraux, habitat groupé) pour suggérer l'existence d'une agglomération protohistorique dont l'importance et les contours restent cependant à définir, mais qui semble rester active jusqu'au Bas-Empire. Esvres, que cite déjà Grégoire de Tours, devient au VIIIe siècle le siège d'une viguerie, puis celui d'une seigneurie au Moyen Âge central. Au XIXe siècle, la commune ne connaît qu'une faible baisse de sa population, et le nombre de ses habitants augmente sans cesse depuis la fin de la Seconde Guerre mondiale, épisode par ailleurs marqué sur le plan local par plusieurs figures de la Résistance. Aux XXe et XXIe siècles, outre sa forte croissance démographique — la commune compte 6 264 habitants en 2022 et le nombre de ses résidences principales a presque quintuplé depuis 1945 —, Esvres connaît un important développement économique avec notamment la création d'une zone industrielle très active le long de la D 943, principal axe routier entre Tours et Loches. La vocation agricole d'Esvres se maintient pourtant ; la céréaliculture domine largement mais les vignes de l'appellation touraine-noble-joué sont bien présentes et la surface qui leur est consacrée augmente même légèrement.
L'église d'Esvres, dédiée à saint Médard, semble construite à partir du XIIe siècle mais elle garde des vestiges d'édifices plus anciens, comme une partie de sa façade et de ses fondations. Le château de Montchenin est, du XVIe siècle à la Révolution, la villégiature des abbés de Saint-Paul de Cormery. Plusieurs châteaux ou manoirs, souvent médiévaux à l'origine mais reconstruits à la Renaissance et remaniés après la Révolution, constituent une part importante du patrimoine bâti d'Esvres. L'un d'eux, le château de la Dorée, qui a appartenu au XVIIIe siècle à Alexandre-Pierre Odart, maire d'Esvres et savant ampélographe, accueille le troisième plus grand site français du groupe AG2R La Mondiale ; l'entreprise y emploie en 2016 plus de 500 personnes. Le patrimoine naturel est constitué de quatre zone naturelle d'intérêt écologique, faunistique et floristique (ZNIEFF) liées aux vallées de l'Indre ou de ses affluents, ou aux massifs boisés encore très présents dans le nord du territoire communal.

## Géographie

### Localisation et communes limitrophes
Esvres est une commune de la vallée de l'Indre, le bourg se trouvant au niveau du confluent de cette rivière et de l'Échandon, l'un de ses affluents. La localité se trouve à environ 14,3 km au sud-est de Tours, distance exprimée à vol d'oiseau. Dans la partie nord-est du canton de Monts (12,1 km séparent Esvres du bureau centralisateur), Esvres est rattachée à l'aire urbaine et au bassin d'emploi de Tours alors qu'elle est le siège d'une unité urbaine et d'un bassin de vie.
| Chambray-lès-Tours | Larçay / Véretz | Azay-sur-Cher |
| Veigné             | Esvres          | Truyes        |
|                    | Saint-Branchs   | Cormery       |

| - OpenStreetMap Limite communale d'Esvres. - Esvres et ses communes limitrophes.. - Esvres (en rouge) dans le canton de Monts (en vert). |

### Géologie et relief
- Bourg
- Limites communales

Carte géologique simplifiée d'Esvres.
Bourg
e7 : calcaire lacustre de Touraine (Ludien)
m3-p : sables et graviers du (Miocène)
Rm3-p : sables argileux et graviers (Tertiaire)
N : sables éoliens (Quaternaire)
LP : limon des plateaux (Quaternaire)
Fw-z : alluvions fluviatiles (Quaternaire)

Au sud du Bassin parisien géologique, le territoire d'Esvres est centré sur une légère cuvette (synclinal de Courçay) remplie du calcaire lacustre de Touraine déposé à l'Éocène (e7) sur les strates calcaires crétacées ; la plus récente de ces dernières est celle de la Craie de Blois, blanche avec des inclusions de silex. En périphérie de cette cuvette se retrouvent des dépôts sableux fossilifères du Miocène, intacts au nord (m3-p) mais parfois dégradés au sud (Rm3-p), sableux (E) ou limoneux quaternaires (LP). Les vallées du ruisseau de Nantilly et de l'Échandon ont creusé leur lit dans ce substrat de calcaire lacustre sans jamais atteindre le tuffeau turonien sous-jacent ; l'Indre, par contre, a érodé le plateau jusqu'à entamer cette strate. Des alluvions d'âge variable, témoignant de l'érosion progressive par les cours d'eau, couvrent le fond de leurs vallées (Fw-z),. Le calcaire lacustre, souvent meuliérisé, est utilisé dans la construction sous le nom de « pierre d'Esvres » mais depuis 2003, les carrières ne sont plus en exploitation.
Le territoire communal affecte sensiblement la forme d'un rectangle légèrement allongé du nord au sud et séparé en deux parties inégales par la vallée de l'Indre, environ deux tiers de la superficie de la commune au nord, un tiers au sud. Avec une superficie communale de 3 585 ha quand la moyenne nationale s'établit à 1 488 ha, Esvres est une commune de grande taille.
L'altitude moyenne du plateau varie autour de 85 m, avec un maximum de 96 m au nord-ouest et au nord-est de la commune. L'Indre coule dans une vallée dont l'altitude évolue de 60 m vers l'est à 55 m vers l'ouest.

### Hydrographie

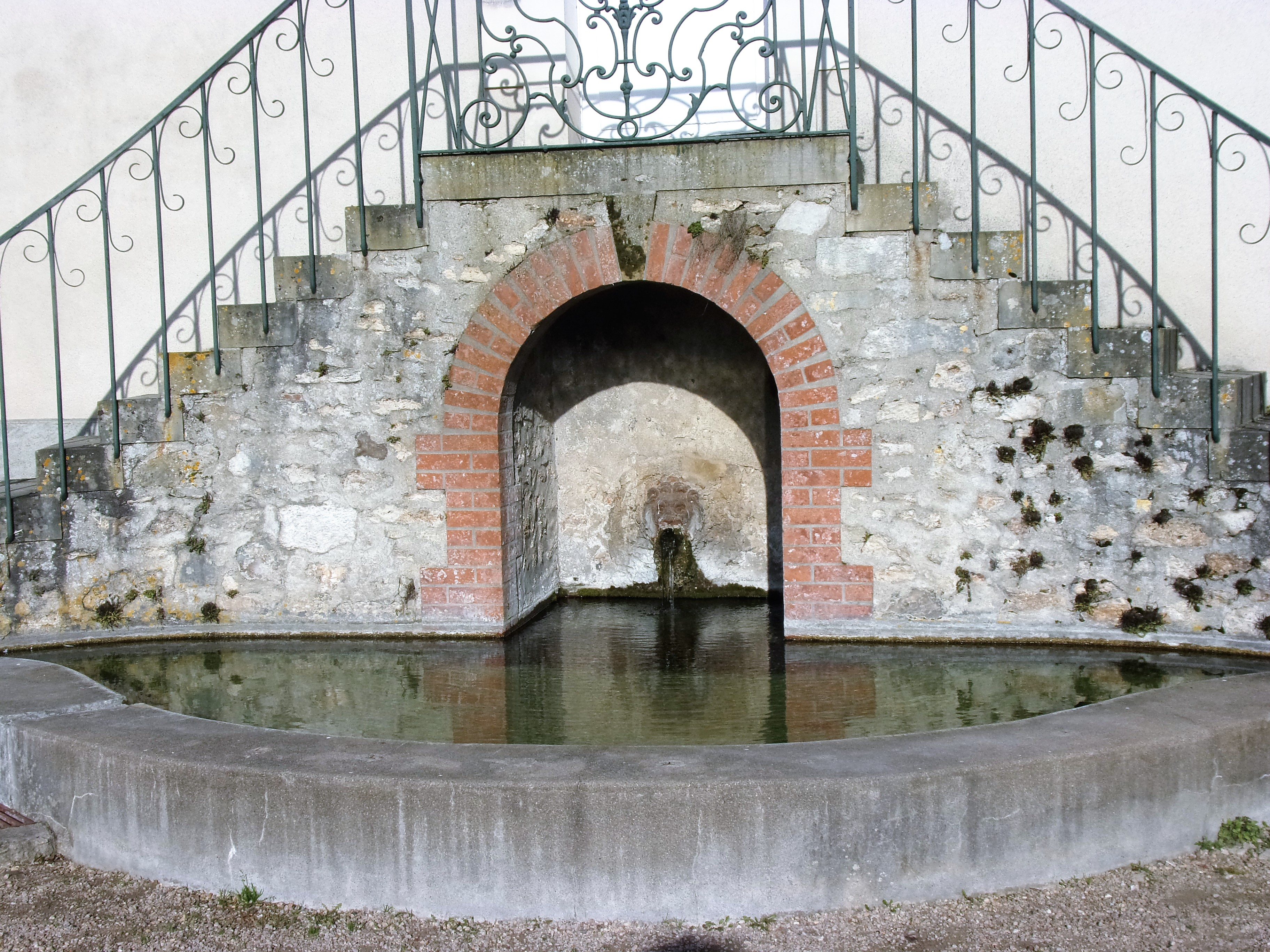
Source de la mairie.

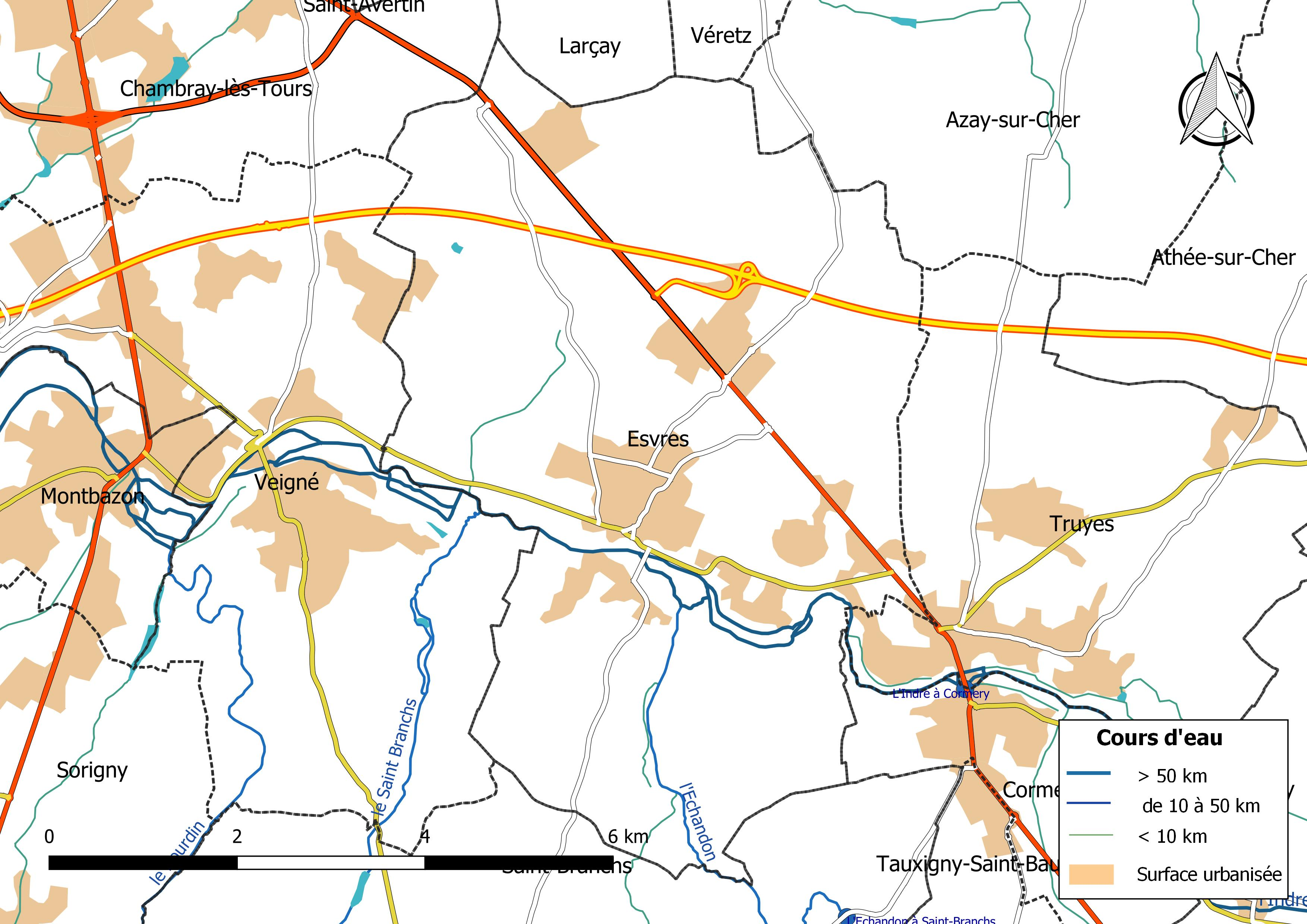
Réseau hydrographique d'Esvres.

L'Indre traverse le territoire communal d'est en ouest sur une longueur de 5,602 km et sa vallée, parfois marécageuse, est jalonnée de plusieurs bras morts dont l'emplacement et le tracé ont varié au fil des siècles. Son principal affluent est, sur la rive gauche, l'Échandon qui se jette dans l'Indre à l'entrée du bourg. Sur la rive droite, plus en aval, le ruisseau de Nantilly alimente également l'Indre,. Le réseau hydrographique communal, d'une longueur totale de 16,02 km, comprend deux autres petits cours d'eau.
L'Indre, d'une longueur totale de 279,4 km, prend sa source à une altitude de 453 m sur le territoire de Saint-Priest-la-Marche dans le  département du Cher et se jette  dans la Loire à Avoine, après avoir traversé 58 communes. Les crues de l'Indre sont le plus souvent de type inondation de plaine. Sur le plan de la prévision des crues, la commune est située dans le tronçon de l'Indre tourangelle, dont la station hydrométrique de référence la plus proche est située à Cormery. La hauteur maximale historique a été atteinte en novembre 1770 avec 4,90 m.
Ce cours d'eau est classé dans les listes 1 et 2 au titre de l'article L. 214-17 du code de l'environnement sur le Bassin Loire-Bretagne. Au titre de la liste 1, aucune autorisation ou concession ne peut être accordée pour la construction de nouveaux ouvrages s'ils constituent un obstacle à la continuité écologique et le renouvellement de la concession ou de l'autorisation des ouvrages existants est subordonné à des prescriptions permettant de maintenir le très bon état écologique des eaux. Au titre de la liste 2, tout ouvrage doit être géré, entretenu et équipé selon des règles définies par l'autorité administrative, en concertation avec le propriétaire ou, à défaut, l'exploitant,.
Sur le plan piscicole, l'Indre est classée en deuxième catégorie piscicole. Les espèces biologiques dominantes sont constituées essentiellement de poissons blancs (cyprinidés) et de carnassiers (brochet, sandre et perche).
L'Échandon, d'une longueur totale de 25,7 km, prend sa source dans la commune de Manthelan et se jette  dans l'Indre à Esvres, en limite sud du bourg, au droit du pont supportant la RD 62, après avoir traversé six communes. La station hydrométrique de Saint-Branchs  permet de caractériser les paramètres hydrométriques de l'Échandon. Le débit mensuel moyen (calculé sur 51 ans pour cette station) varie de 0,15 m3/s au mois d'août à 1,41 m3/s au mois de février. Le débit instantané maximal observé sur cette station est de 55 m3/s le 7 juillet 1977, la hauteur maximale relevée a été de 3,01 m ce même jour,. Ce cours d'eau est classé dans la liste 1 au titre de l'article L. 214-17 du code de l'environnement sur le Bassin Loire-Bretagne et en deuxième catégorie piscicole sur le plan piscicole. Pour ce qui est des carnassiers, on note la présence d’anguilles, de brochets et de perches communes qui dominent.
L'ensemble des cours d'eau de la commune est géré en 2019 par le Syndicat d’aménagement de la Vallée de l’Indre qui a en particulier entrepris en 2017 des travaux de restauration de l’Échandon.
La vaste nappe phréatique du Séno-Turonien du bassin versant de l'Indre s'étend en sous-sol sur l'ensemble de la commune.
Les vallées servent de réceptacle à de nombreuses exsurgences de sources karstiques issues d'infiltrations dans le plateau de calcaire lacustre par le biais de dolines ; c'est par exemple le cas des sources d'Avon à la limite de Truyes. Vingt-deux de ces sources sont recensées sur le territoire communal. Plusieurs d'entre elles s'accompagnent de dépôts de tuf au niveau de leur exsurgence, ; une autre, canalisée en sous-sol, contourne le chevet de l'église puis passe sous la mairie dans le mur de laquelle se trouve son exutoire.
Les cressonnières installées aux sources d'Avon et sur le ruisseau de Nantilly dont les eaux convenaient bien à leur culture cessent leur activité dans les années 2000.

### Climat
Pour des articles plus généraux, voir Climat du Centre-Val de Loire et Climat d'Indre-et-Loire.
En 2010, le climat de la commune est de type climat océanique dégradé des plaines du Centre et du Nord, selon une étude du CNRS s'appuyant sur une série de données couvrant la période 1971-2000. En 2020, Météo-France publie une typologie des climats de la France métropolitaine dans laquelle la commune est exposée à un climat océanique altéré et est dans la région climatique Moyenne vallée de la Loire, caractérisée par une bonne insolation (1 850 h/an) et un été peu pluvieux.
Pour la période 1971-2000, la température annuelle moyenne est de 11,2 °C, avec une amplitude thermique annuelle de 14,7 °C. Le cumul annuel moyen de précipitations est de 701 mm, avec 10,4 jours de précipitations en janvier et 6,7 jours en juillet. Pour la période 1991-2020, la température moyenne annuelle observée sur la station météorologique de Météo-France la plus proche, « Reignac », sur la commune de Reignac-sur-Indre à 11 km à vol d'oiseau, est de 12,1 °C et le cumul annuel moyen de précipitations est de 668,5 mm,. Pour l'avenir, les paramètres climatiques de la commune estimés pour 2050 selon différents scénarios d'émission de gaz à effet de serre sont consultables sur un site dédié publié par Météo-France en novembre 2022.

### Paysages naturels et biodiversité

Zonage paysager communal.

La partie septentrionale de la commune, principalement au nord-est de la D 943, reste très boisée ainsi que, dans une moindre mesure, les vallées des cours d'eau ; les bois représentent un tiers de la superficie communale. Le reste du territoire de part et d'autre de l'Indre est occupé par des cultures (céréales au sud de l'Indre et cultures plus variées incluant des prairies, avec une implantation nette de la vigne dans un secteur bien délimité au nord), ou bien construit (habitat et activités commerciales ou industrielles),.
Quatre zones naturelles d'intérêt écologique, faunistique et floristique (ZNIEFF) intéressent, à des degrés divers, le territoire de la commune.

Cartographie des ZNIEFF d'Esvres.

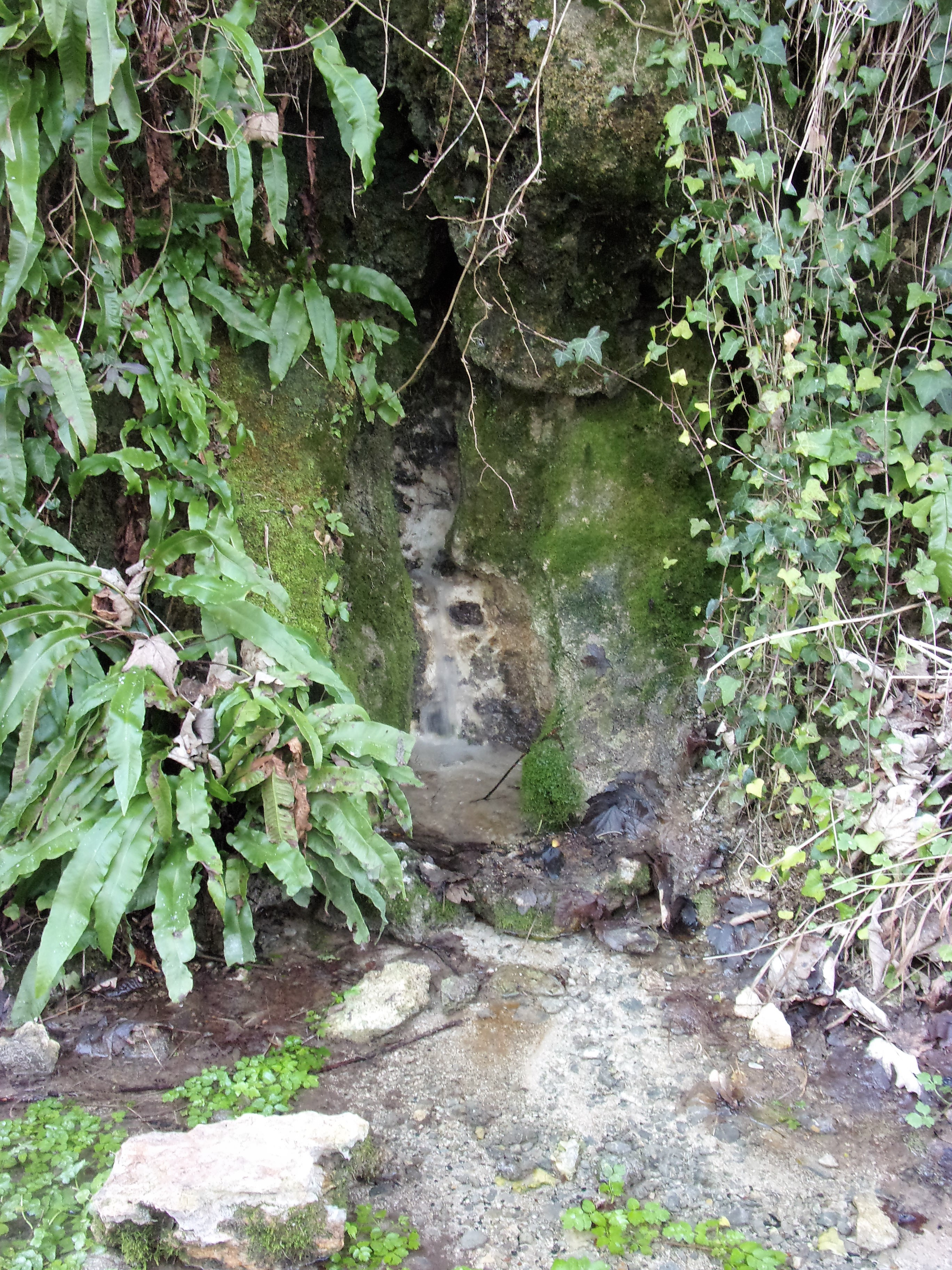
Sources tufeuses de l'Échandon.

La ZNIEFF continentale de type I des « prairies et coteaux de l'Indre au moulin de Vontes » (identifiant national 240030978) intéresse Esvres et Truyes, mais également, et dans une moindre mesure, Cormery. Elle est remarquable par la diversité de ses habitats, prairies à flore des lieux humides comme le Pigamon jaune (Thalictrum flavum), grottes à chiroptères comme le Grand Rhinolophe (Rhinolophus ferrumequinum), pelouses sèches à orchidées comme la Limodore à feuilles avortées (Limodorum abortivum).
La ZNIEFF continentale de type I des « landes de la Petite Bamboche » (identifiant national : 240006216), d'une superficie un peu supérieure à 4 ha, est intégralement située au nord du territoire esvrien, en limite d'un cimetière communal. La Cicendie filiforme, plante protégée au niveau national, fait partie des espèces recensées sur cette ZNIEFF.
La ZNIEFF continentale de type I des « sources tufeuses de l'Échandon, moulin Perrion » (identifiant national : 240009609) ne couvre que 4 ha ; elle est incluse dans la ZNIEFF de la vallée de l'Échandon. Séparée de cette rivière par une route qui est un facteur de fragmentation, elle se caractérise par la présence de sources calcaires abritant des bryophytes.
La ZNIEFF continentale de type II de la « vallée de l'Échandon » (identifiant national 240031562) se développe sur sept communes, dont Esvres, et sur une superficie de plus de 860 ha le long de la rivière. Sur le territoire communal esvrien elle inclut la ZNIEFF des « sources tufeuses de l'Échandon, moulin Perrion ». Dans des habitats très variés (pelouses calcicoles sur les coteaux, forêts sur les pentes et prairies humides dans le fond de la vallée), de très nombreuses espèces animales ou végétales sont recensées, dont sept sont protégées à l'échelon régional.
Outre ces sites remarquables, la diversité floristique d'Esvres se traduit par la présence de nombreux massifs de buis dans les vallées. Cependant, cet arbuste est fortement menacé depuis 2014 à la suite de l'invasion de la Pyrale du buis en Indre-et-Loire.

## Urbanisme

### Typologie
Au 1er janvier 2024, Esvres est catégorisée bourg rural, selon la nouvelle grille communale de densité à sept niveaux définie par l'Insee en 2022.
Elle appartient à l'unité urbaine d'Esvres, une unité urbaine monocommunale constituant une ville isolée,. Par ailleurs la commune fait partie de l'aire d'attraction de Tours, dont elle est une commune de la couronne,. Cette aire, qui regroupe 162 communes, est catégorisée dans les aires de 200 000 à moins de 700 000 habitants,.

### Occupation des sols
L'occupation des sols de la commune, telle qu'elle ressort de la base de données européenne d’occupation biophysique des sols Corine Land Cover (CLC), est marquée par l'importance des territoires agricoles (55 % en 2018), en diminution par rapport à 1990 (58,1 %). La répartition détaillée en 2018 est la suivante : 
terres arables (42,4 %), forêts (33,4 %), zones urbanisées (7,9 %), zones agricoles hétérogènes (7,4 %), prairies (5,2 %), zones industrielles ou commerciales et réseaux de communication (2,6 %), espaces verts artificialisés, non agricoles (1 %). L'évolution de l’occupation des sols de la commune et de ses infrastructures peut être observée sur les différentes représentations cartographiques du territoire : la carte de Cassini (XVIIIe siècle), la carte d'état-major (1820-1866) et les cartes ou photos aériennes de l'IGN pour la période actuelle (1950 à aujourd'hui).

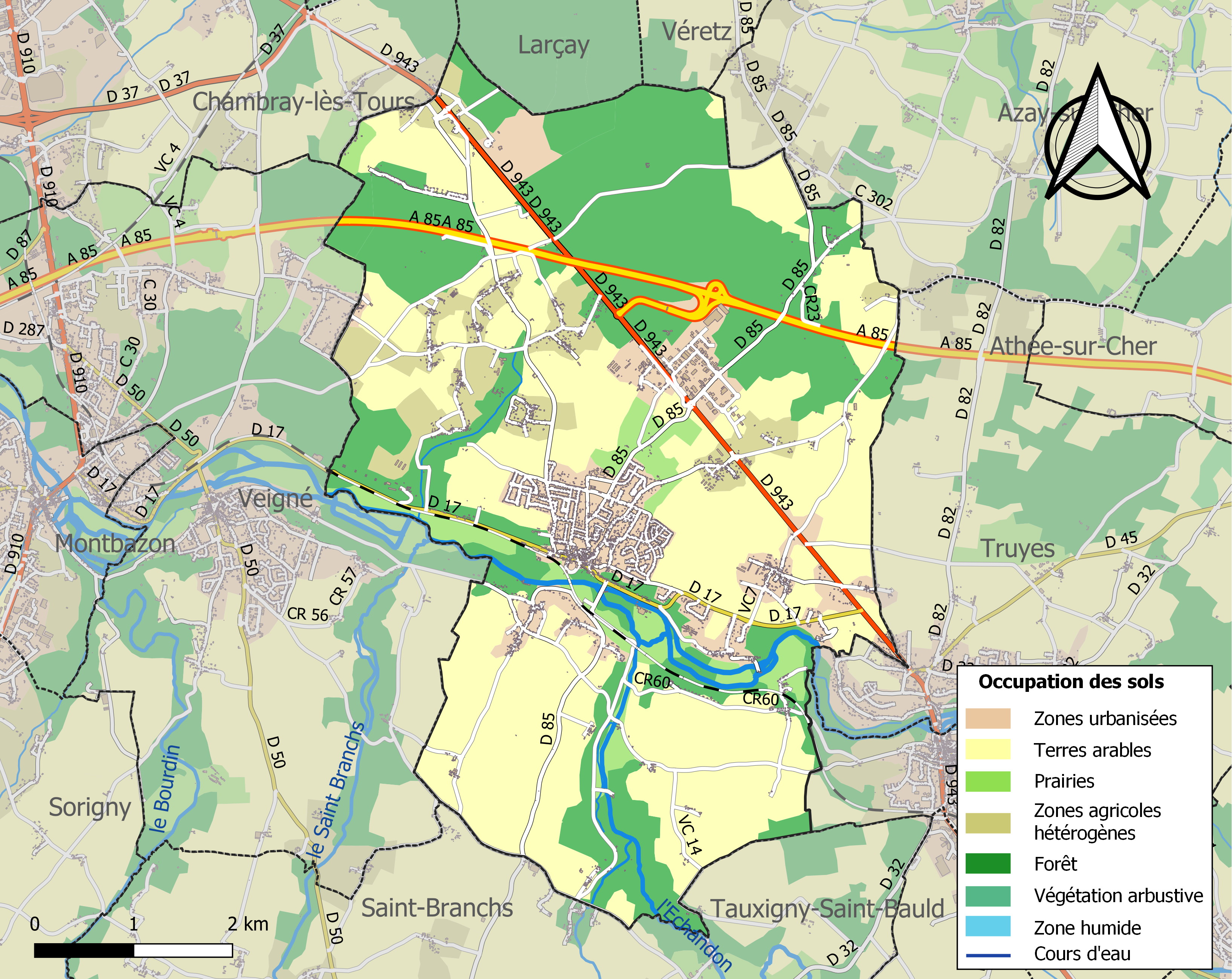
Carte des infrastructures et de l'occupation des sols de la commune en 2018 (CLC).

### Logement
Le tableau ci-dessous présente une comparaison de quelques indicateurs chiffrés du logement pour Esvres et l'ensemble de l'Indre-et-Loire en 2015,.
|                                                        | Esvres | Indre-et-Loire |
| ------------------------------------------------------ | ------ | -------------- |
| Parc immobilier total (en nombre d'habitations)        | 2 411  | 315 335        |
| Part des résidences principales (en %)                 | 92,0   | 87,3           |
| Part des logements vacants (en %)                      | 5,7    | 8,2            |
| Part des ménages propriétaires de leur logement (en %) | 78,3   | 59,1           |

Seuls 2,3 % des habitations d'Esvres sont des résidences secondaires, sans changement depuis 2010. Les occupants des résidences principales en sont à plus de 78 % propriétaires. Le parc immobilier communal s'est fortement accru depuis 1970 puisque 1406 des 2090 résidences principales que compte la commune en 2015 sont construites après cette date. Les maisons individuelles représentent près de 92 % du parc des résidences principales. Ces résidences principales comptent en moyenne 5 pièces au plan communal, soit une de plus que la moyenne départementale.

### Morphologie urbaine

Urbanisation progressive du bourg d'Esvres.

Le bourg s'est développé sur le flanc de la rive droite de l'Indre, le long de la rivière. La partie la plus ancienne, de forme ovalaire et peut-être primitivement close d'une enceinte, est ramassée à l'est de l'église et au pied du château. Le centre-bourg qui s'est ensuite peu à peu agrandi est redessiné au XIXe siècle, avec un élargissement des voies, un alignement des façades et une surélévation des immeubles. Des extensions sous forme de lotissements pavillonnaires se construisent à partir de la fin des années 1950 au nord de ce noyau sur le plateau lui-même, phénomène très sensible à partir de 1980. Dans les années 1970 se constitue un second pôle à vocation industrielle et commerciale de part et d'autre de la D 943, distinct du centre historique d'Esvres. Au cours des deux décennies suivantes, le périmètre urbanisé ne s'agrandit pas de manière importante, les nouvelles constructions s'insérant dans les espaces laissés libres entre les plus anciennes par comblement des dents creuses. Par contre, au XXIe siècle, le bourg s'étend de nouveau par construction d'une couronne.
En dehors de l'agglomération esvrienne, l'habitat est composé, comme souvent dans la Champeigne, de hameaux centrés sur une route ou un carrefour, le maillage du territoire étant complété par quelques grosses fermes isolées. Ces hameaux se trouvent dans leur très grande majorité dans la partie du territoire située au sud-ouest de la D 943, les fermes isolées vers le nord. Même si l'habitat rural est en partie composé de longères bâties en moellons enduits et couvertes d'ardoise, complétées par des dépendances, il est difficile d'y retrouver une identité architecturale forte entre les Gâtines de Loches au sud et le Val de Loire au nord.

### Risques naturels et industriels
Même si les habitations du bourg sont pour la plupart construites hors d'atteinte des crues de l'Indre, la commune est exposée à cet aléa, comme en novembre 1770 lorsque de nombreux bâtiments et équipements sont emportés. Le plan de prévention du risque inondation pour le val de l'Indre adopté en 2005 s'applique donc à Esvres. Il stipule que les habitations et équipements du bourg situés de part et d'autre de la D 17 sont soumis à un risque « fort » d'inondation. Ce secteur n'est toutefois pas interdit à la construction. Au plus près de l'Indre, l'aléa est qualifié de « très fort » et les constructions sont interdites.
L'aléa lié au phénomène de retrait-gonflement des argiles est lié à la nature des terrains affleurants : il est estimé fort sur le plateau où le calcaire lacustre prédomine ; il est plus faible dans les autres secteurs de la commune, là où d'autres formations géologiques de surface sont observées (limons, alluvions).
Esvres est soumise à un risque sismique faible (niveau 2 sur une échelle de 1 à 5) ; les chroniques locales mentionnent toutefois deux séismes,, le 11 septembre 1749 (intensité V ou VI, épicentre en limite du Poitou et de la Touraine) et le 13 septembre 1855 (intensité V, épicentre en Touraine).
De 1982 à 2011, douze phénomènes naturels ont abouti au placement de la commune en état de catastrophe naturelle : inondations et coulées de boue, mouvements de terrain consécutifs à la sécheresse, effondrement de terrain.

### Voies de communication et transports

#### Réseaux routier et autoroutier
Le territoire communal est traversé du nord-ouest au sud-est par la D 943 (ancienne N 143 déclassée) qui passe très largement à l'est du centre urbain. L'aménagement en deux fois deux voies de cet axe a pour conséquence de supprimer certains des accès qui le reliaient directement à la commune. Longeant l'Indre sur sa rive droite depuis Azay-le-Rideau à l'ouest, la D 17 traverse le centre d'Esvres pour rejoindre à l'est la D 943.
L'accès no 10 à l'autoroute A 85 (Angers-Vierzon) se trouve à un peu plus de 4 km au nord-est du centre d'Esvres sur la D 943.

#### Réseaux de transport en commun

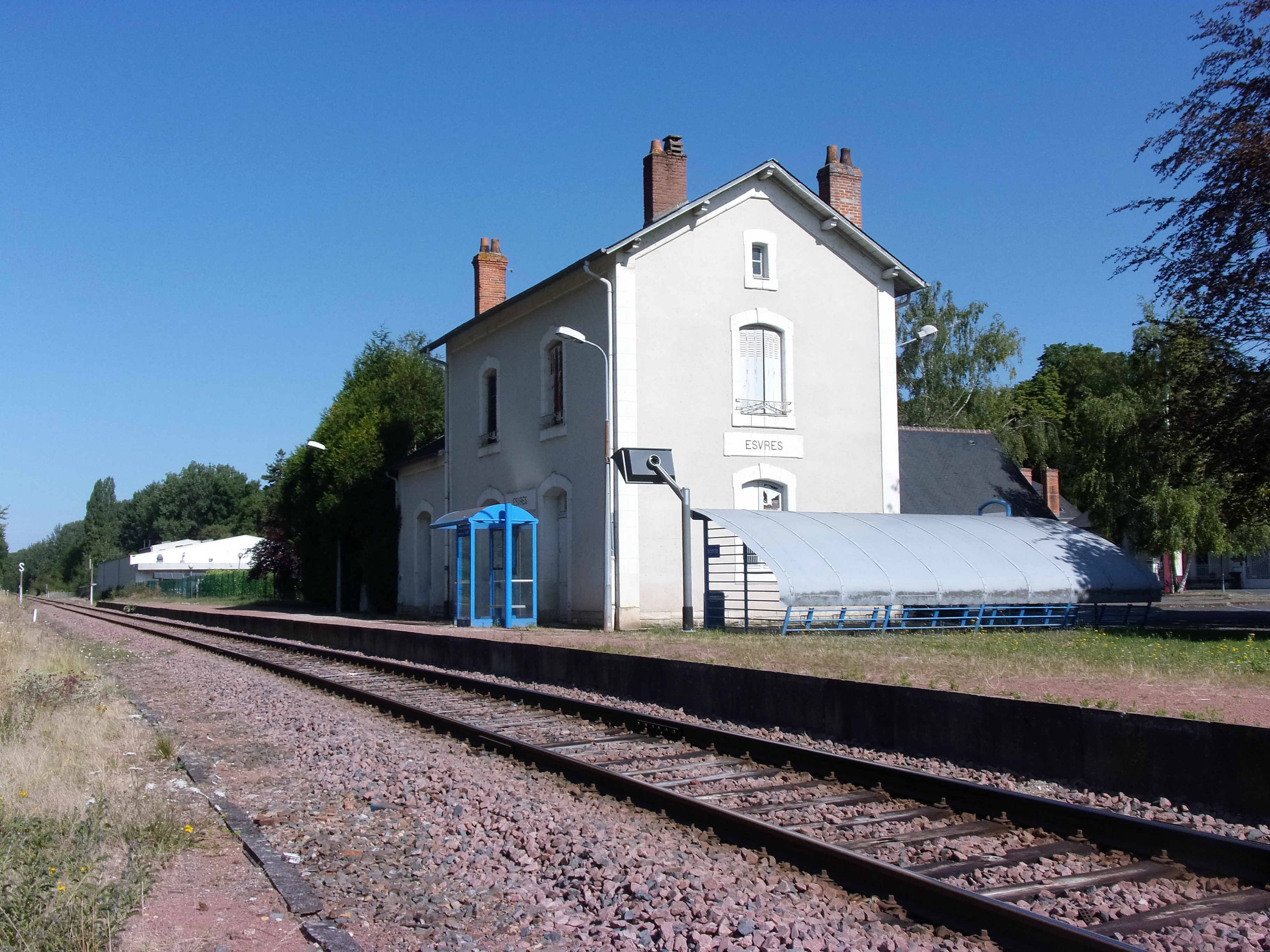
Gare SNCF d'Esvres.

Les trains et autocars Rémi Centre-Val de Loire assurent la desserte de la commune : 

- Via la gare d'Esvres, grâce à la liaison régulière entre les gares de Tours et Loches (Géré par la Société nationale des chemins de fer français). 

- Via la ligne F, la liaison Esvres ↔ Veigné ↔ Tours (Géré par la région Centre-Val de Loire et exploité par Transdev Touraine).
Les bus du réseau Fil bleu assurent la desserte de la commune : 

- Via la ligne de transport à la demande R12, la liaison Gare de Tours ↔ Esvres-sur-Indre - Nécropole Esvres.

#### Itinéraires pédestres et cyclistes
L'« Indre à vélo » est un itinéraire touristique permettant aux cyclistes de découvrir le patrimoine des communes qui bordent la rivière, de Jeu-les-Bois à Azay-le-Rideau. Il emprunte notamment la route qui longe la rive droite de l'Indre, franchit la rivière à Cormery pour poursuivre en aval sur la rive gauche puis encore sur la rive droite à partir d'Esvres.
Le « sentier de grande randonnée 46 » qui relie Toulouse à Tours parcourt notamment la vallée de l'Indre. Entre Courçay et Cormery, il emprunte la rive droite de la rivière, qu'il franchit sur le pont de Cormery et continue sur la rive gauche avant de traverser à nouveau au niveau d'Esvres.

## Toponymie et hydronymie

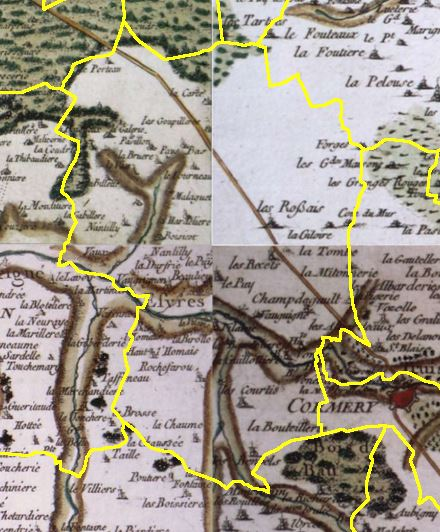
Esvres (limites communales modernes en jaune) sur la carte de Cassini.

| Onomastique partielle du toponyme Esvres, : - Evena : VIe siècle, Histoire des Francs, Grégoire de Tours ; - Evira vico : monnaie mérovingienne ; - Condita Eveninse : 791, cartulaire de l'abbaye de Cormery ; - Evvra : v.1116, cartulaire de l'abbaye de Noyers ; - Evria : 1207, cartulaire du prieuré Saint-Jean-du-Grais (Azay-sur-Cher) ; - Paroisse Saint-Médard d'Esvres : aveu du 5 mars 1666 ; - Esvres-sur-Indre : XVIIIe siècle : - Esvres : 1764, Carte de Cassini. |

À la fin de l'Antiquité le site d'Esvres est connu sous le nom d'Evena comme l'indique Grégoire de Tours. Ce toponyme semble bien être issu de la racine prélatine *avara (*av- : eau) comme en témoignent plusieurs dénominations (monnaie, cartulaires du XIIe siècle et postérieurs). Dans ces conditions, la graphie Evena mentionnée par Grégoire de Tours ne s'explique pas.
Bien que couramment utilisée à l'époque contemporaine, la dénomination « Esvres-sur-Indre » n'est pas la forme officielle,.

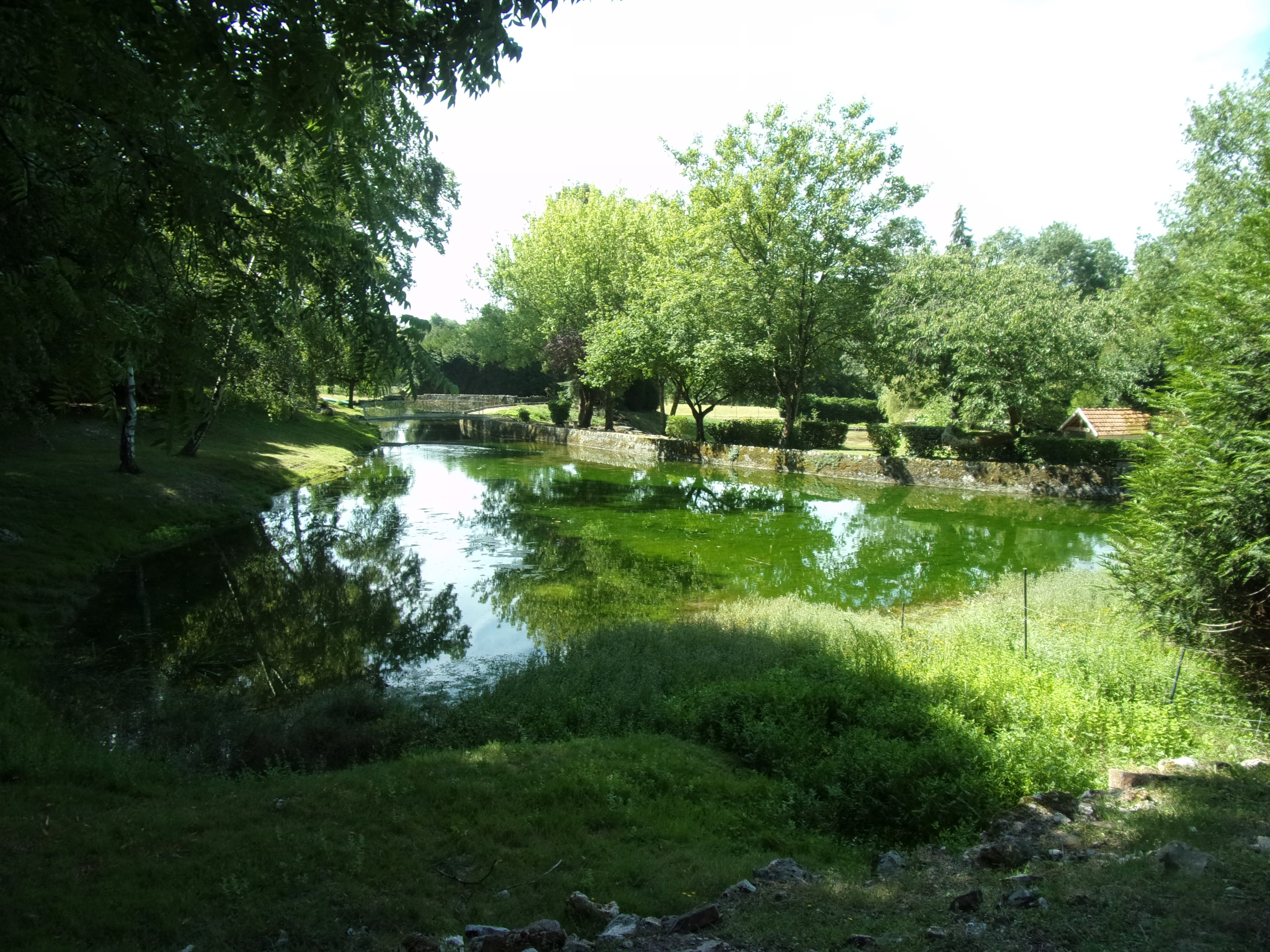
Les sources d'Avon.

Les toponymes composés avec Avon ont souvent pour origine Abonnis (villa), « domaine d'Abon », anthroponyme d'origine germanique fréquent. Dans le cas des « sources d'Avon », il pourrait plutôt s'agir d'une référence au gaulois abon (rivière). Plusieurs toponymes dérivent directement du patronyme de l'un de leurs anciens propriétaires, comme « la Caillaudière » (domaine de Caillaud) ou « la Duporterie » (domaine de Duport). D'autres lieux évoquent la topographie locale, comme « Nantilly », issu du prélatin nanto (vallée) et du suffixe -ialo (clairière) ou « le Peu » (parfois orthographié « Peux »), du latin podium (lieu élevé), ou encore la végétation naturelle avec « les Buis ». La « Haute-Cour » garde peut-être le souvenir d'une ancienne cour (curtis) carolingienne, ensemble de bâtiments clos pour un riche propriétaire et ses domestiques.

## Histoire

### Préhistoire

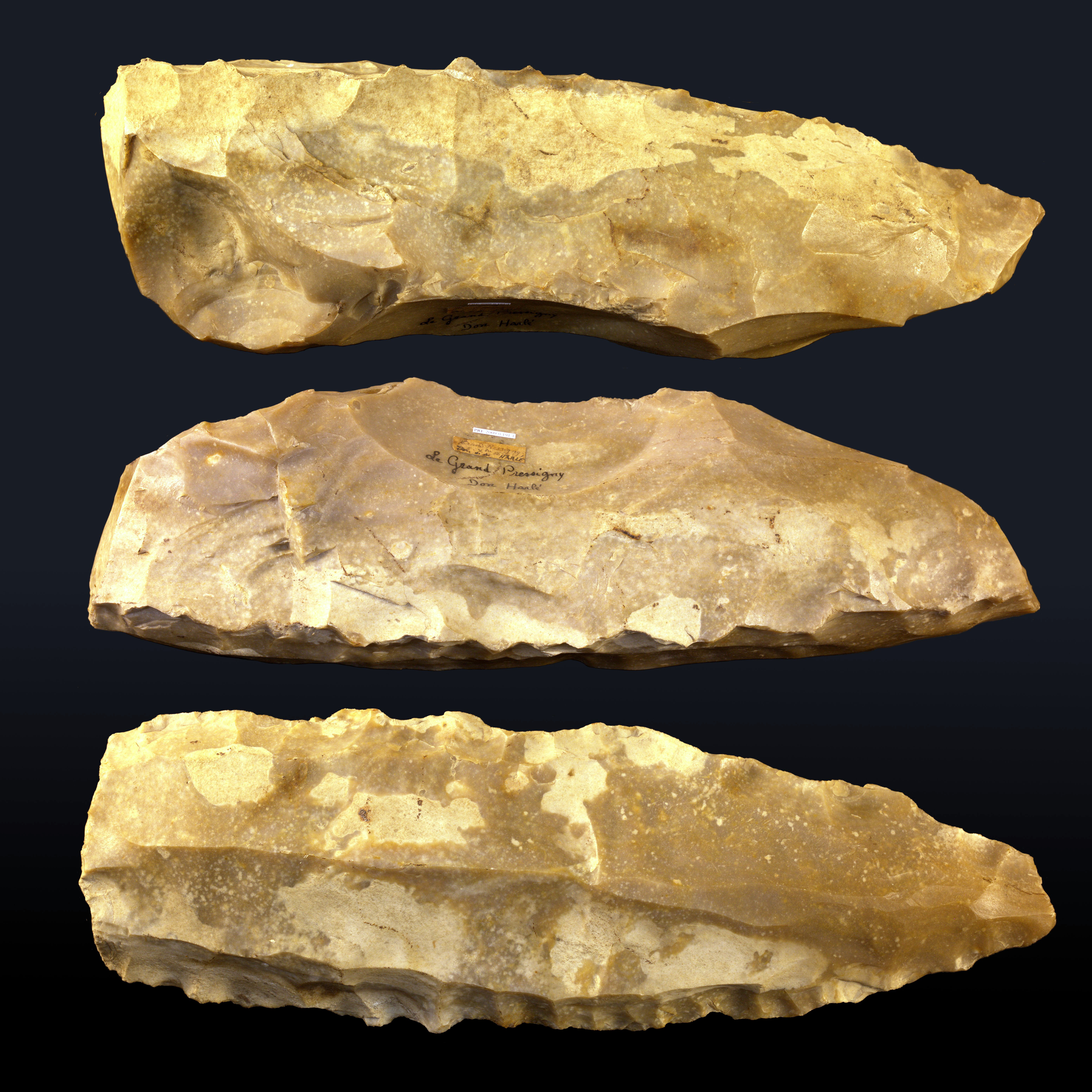
Livres de beurre.

De l'outillage en pierre (dont des bifaces) témoigne d'occupations sur le territoire communal, notamment aux lieux-dits La Haute-Cour et Vaugrignon, dès le Paléolithique ancien, ; ces différents outils semblent de fabrication locale. Des nucléus de débitage laminaire (« livres de beurre ») attribuables à la culture pressignienne sont également retrouvés sur les mêmes sites. Il s'agit peut-être de groupes « nomades » ayant fait de simples haltes sur le territoire.
Des meules néolithiques en grès sont retrouvées à la Haute-Cour. Le site de Nantilly a livré des grattoirs, des haches polies, des pointes de flèches et des fragments de céramique. La nature des artéfacts suggère que les populations néolithiques esvriennes sont plus sédentarisées que les précédentes. L'ancienne dénomination cadastrale « la Pierre-à-Vinaigre » sur le territoire communal évoque le souvenir d'un mégalithe (menhir probablement) disparu servant de réceptacle à des offrandes de vin,. Un dolmen ruiné est également mentionné.

### Protohistoire et Antiquité
Un dépôt métallique de la fin de l'âge du bronze (950-800 av. J.-C.) est découvert dans le secteur de la Dorée en 1906. Constitué d'une cinquantaine d'objets ou fragments d'objets, dont certains proviennent des îles Britanniques, il est longtemps interprété comme une « cachette de fondeur ». Les chercheurs considèrent maintenant que cette hypothèse est erronée et que ces stocks ont été enfouis dans un cadre rituel.

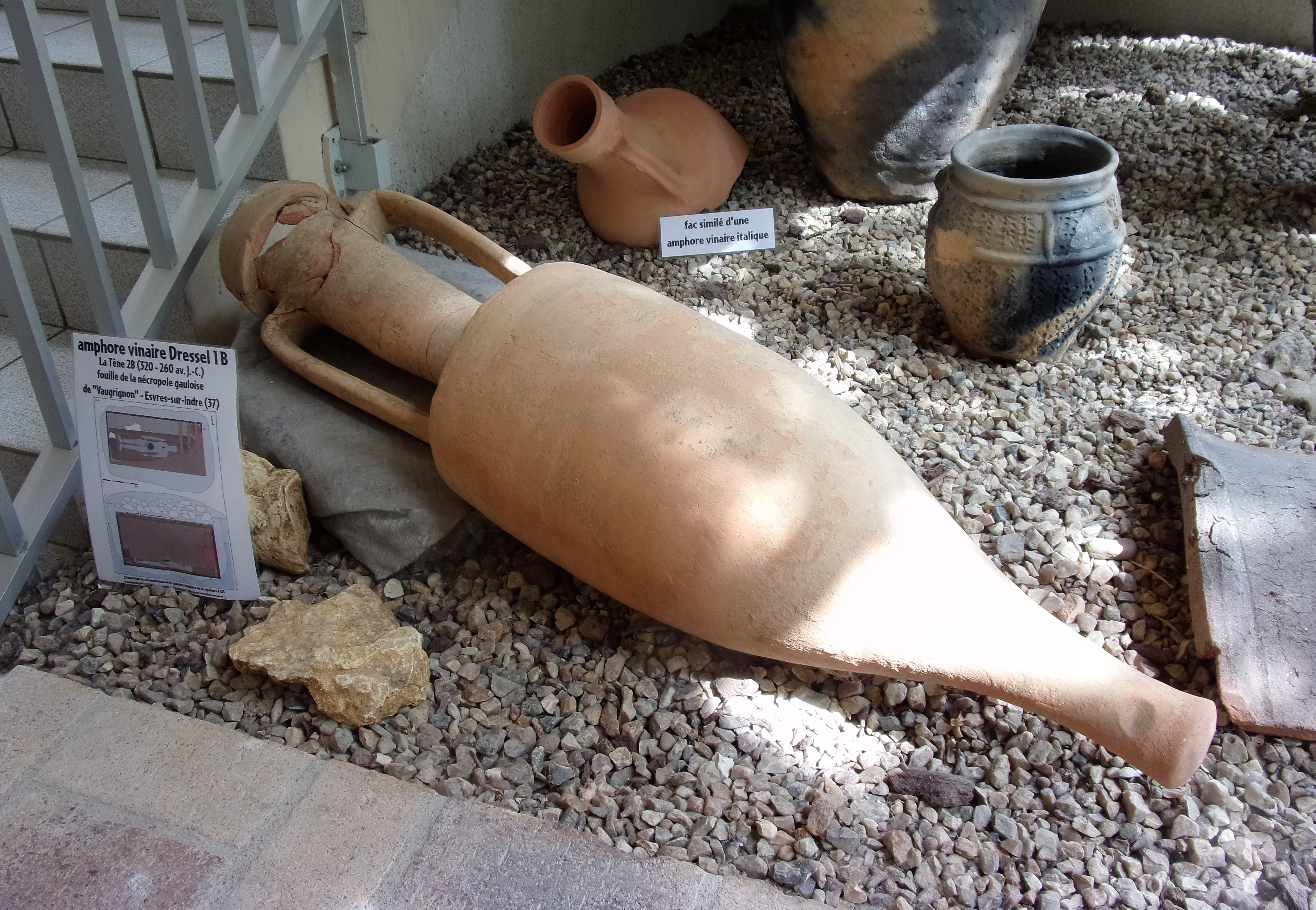
Amphore gauloise provenant de la nécropole de Vaugrignon.

Le village d’Esvres est occupé depuis le IIe siècle av. J.-C. Les nécropoles de Vaugrignon et de La Haute-Cour, ont été utilisées de La Tène finale jusqu'au Haut-Empire, les abandons les plus tardifs ayant lieu au IIe siècle. Elles peuvent constituer un même espace funéraire, composé de plusieurs ensembles. Un habitat a été reconnu sur le rebord du plateau et sous le village actuel sur plus de 2 ha grâce aux recherches archéologiques ; il pourrait s'agir d'un site routier bordant les routes qui suivent l'Indre ainsi qu'une éventuelle voie reliant Caesarodunum (Tours) à Augustoritum (Limoges) par Mantalomagus (Manthelan) mais il semble prématuré de relier directement ce site aux nécropoles esvriennes. Les recherches archéologiques,,, font apparaître plusieurs établissements ruraux de La Tène finale et l'Antiquité sur le territoire communal dont celui des Billettes et celui du Bois de la Duporterie, situé à proximité (opération d'archéologie préventive préalable à la construction de l'autoroute A 85 en 2005).

### Moyen Âge

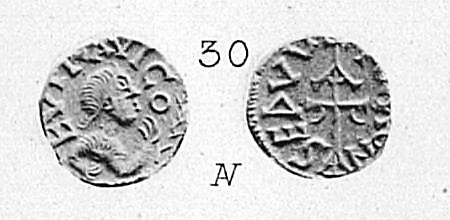
Monnaie mérovingienne d'Esvres.

Le site est un vicus (Evena vicus) de la fin de l'Antiquité. Grégoire de Tours indique (Histoire des Francs, X, 31, VI) qu'une église y a été fondée au Ve siècle par l'évêque Perpet et la tradition rapporte que Monégonde de Chartres y accomplit un miracle. Dès cette époque, l'église abrite des reliques de saint Médard mais elle est peut-être alors dédiée à l'archange Gabriel. Des monnaies sont frappées au nom du vicus d'Esvres durant les VIe et VIIe siècles.

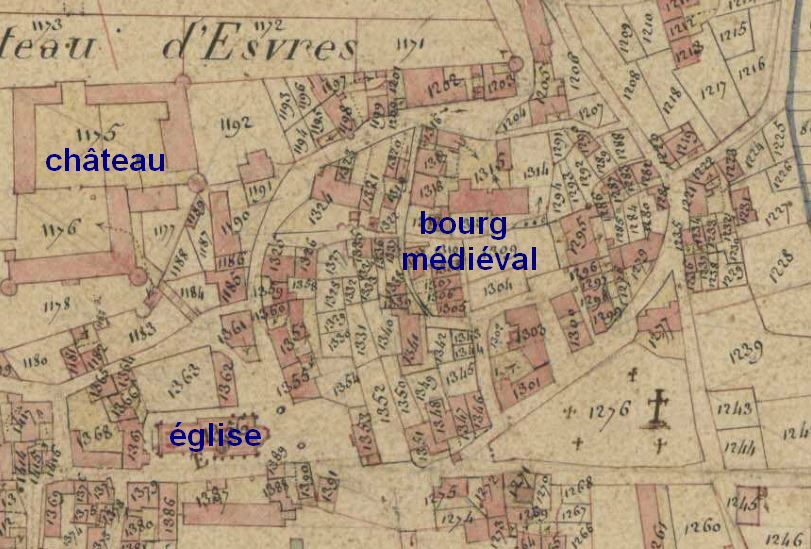
Extrait du cadastre napoléonien.

Moulins médiévaux à Esvres.

Du VIIIe au Xe siècle Esvres est le chef-lieu d'une des 21 vigueries de Touraine. Le nombre et la localisation des villas qui la composent restent imprécis, et le territoire de cette viguerie peut s'étendre soit au sud, soit de part et d'autre de l'Indre. L'abbaye Saint-Paul de Cormery, fondée à la fin du VIIIe siècle, s'enrichit de plusieurs biens ou territoires provenant de la viguerie. Les découvertes archéologiques témoignent de la persistance de l'occupation du bourg : la présence de sarcophages et les bas reliefs en remploi dans le chevet de l'église renforcent l'hypothèse d'un lieu de culte du haut Moyen Âge à l'emplacement de l'édifice actuel dont les plus anciennes structures peuvent remonter au XIe ou au XIIe siècle. Hormis le château et l'église, aucun vestige ne se rapporte pourtant à l'occupation médiévale. Quelques observations de terrain confortent l'hypothèse d'une enceinte pour interpréter l'anomalie parcellaire qui marque la morphologie du bourg ancien au parcellaire extrêmement morcelé, encore très visible sur le cadastre napoléonien (1832), mais elle n'est ni datée ni caractérisée. Des actes du IXe siècle mentionnent que de nouvelles terres sont devenues cultivables sur le territoire d'Esvres, mais elles peuvent résulter de défrichements forestiers ou de gains sur des parcelles inondables de la vallée de l'Indre.
Selon le cartulaire de l'abbaye de Cormery, un ermite de cette abbaye nommé Léothéric fonde vers la fin du XIe siècle le prieuré Saint-Pierre de Vontes où il s'établit, sur cette terre donnée à l'abbaye par Foulques le Réchin.
De nombreux moulins sont établis sur l'Indre, mais aussi sur l'Échandon et le ruisseau de Nantilly, les plus anciens, à Vontes sur l'Indre, étant mentionnés dès 1070.
Une charte de l'abbaye de Cormery de 1338 permet d'imaginer un bourg groupé près de l'église et indique la présence de vignes et chènevières sur le territoire paroissial. En 1358, pendant la guerre de Cent Ans, une bande armée opérant en marge des troupes anglaises, commandée par le Français Basquin du Poncet et basée à La Roche-Posay, commet plusieurs méfaits dans la région. Elle s'installe à l'abbaye de Cormery, dévaste et pille le prieuré Saint-Pierre de Vontes qui dépend de ce monastère. Elle détruit également la grange du domaine de Montchenin.

### Époque moderne

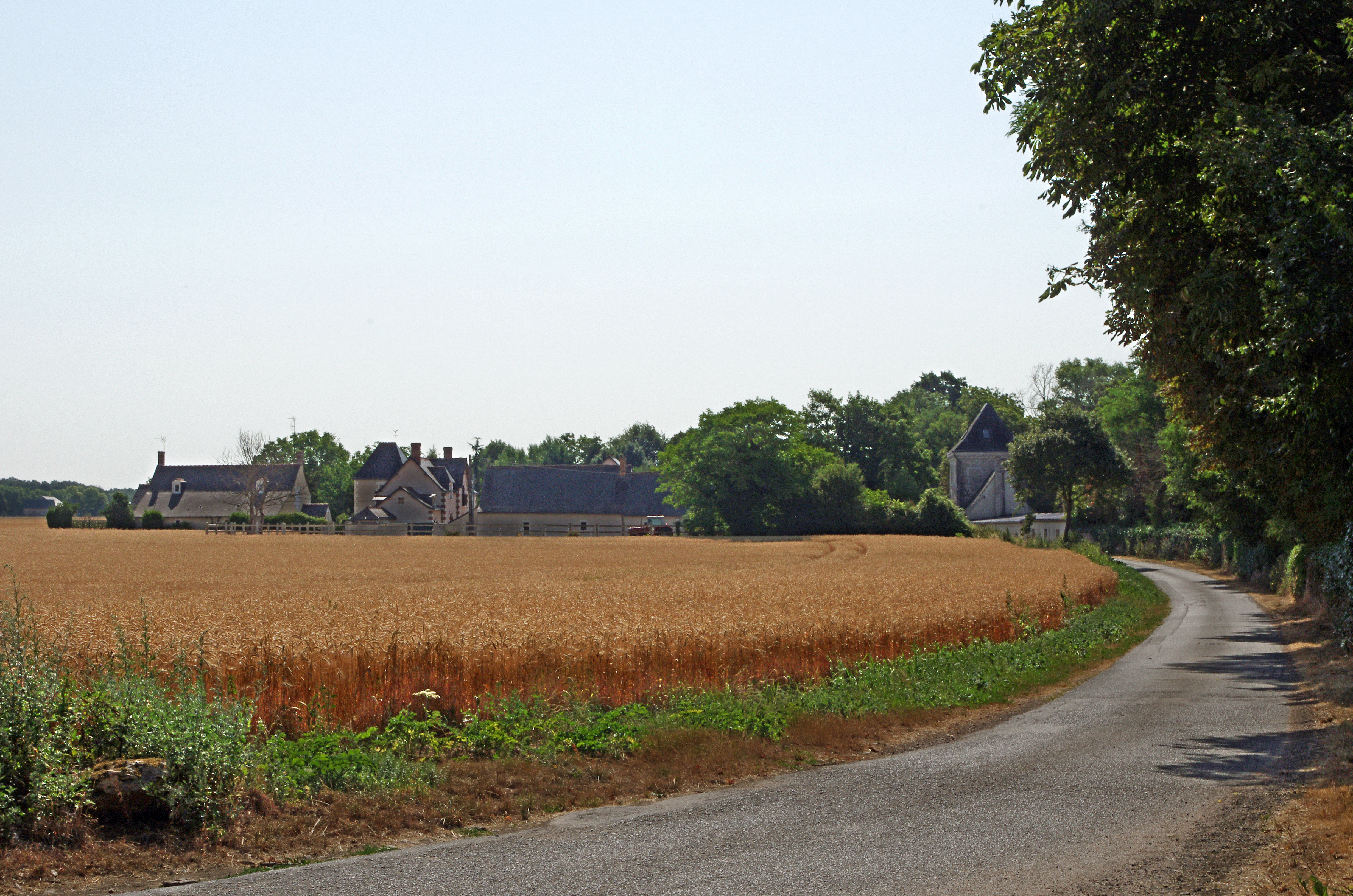
Montchenin. À gauche de la route, le hameau (Saint-Branchs). À droite, le château et ses dépendances (Esvres).

Le renouveau architectural de la Renaissance française se manifeste à Esvres où les propriétaires de la Dorée, Vaugrignon, la Roche-Farou font reconstruire leurs châteaux médiévaux. Denis Briçonnet, premier abbé commendataire de Saint-Paul de Cormery, fait édifier en 1521 le château de Montchenin (ou Montchenain), à la limite d'Esvres et de Saint-Branchs — l'édifice est entièrement reconstruit en 1850 en style néo-Renaissance.
La propriétaire de la Roche-Farou, cité en 1672, est Martin Sain. À partir de cette date, la famille Sain de Bois-le-Comte marque durablement l'histoire d'Esvres jusqu'au milieu du XIXe siècle.
En 1709, la rigueur de l'hiver occasionne un nombre de décès double d'une année « moyenne », tant par mort directe due au froid que par la famine qui s'ensuit, en raison de la destruction des cultures. La crue de l'Indre dans la nuit du 26 au 27 novembre 1770, provoquée par de fortes pluies sur son bassin versant, cause d'importants dégâts à Esvres. Aucune victime n'est à déplorer dans la paroisse, mais le corps d'un habitant de Truyes y est retrouvé au niveau d'un moulin cinq mois après. Ces catastrophes naturelles, dont les conséquences se font durement ressentir sur la population esvrienne, attisent certainement les mécontentements à l'approche de la Révolution. En 1781, Claude Sain de Bois-le-Comte est cité comme seigneur de Saint-Médard d'Esvres, un vaste domaine qui comprend une grande partie de la commune actuelle d'Esvres au nord et à l'est de la D 943.

### De la Révolution à la fin duXIXesiècle
Le cahier de doléances rédigé par le tiers état pour les États généraux de 1789 témoigne d'un profond sentiment antireligieux dans la population puisque les habitants réclament la « suppression des abbayes et couvents de tous ordres » ; comme beaucoup d'autres, ce document dénonce également l'inégalité face à l'impôt. La Révolution est marquée en 1792 par le transfert symbolique de la gestion de l'état-civil d'Esvres de la paroisse à la commune. En 1793, à l'occasion de la levée en masse, la commune d'Esvres doit fournir un contingent de 54 soldats. Les domaines de nombreux nobles, le château, la Vilaine et la Roche-Farou qui en dépendent, Vaugrignon et les moulins des Poulineries, Sauquet, Vaugrenier, Bellevue sont saisis comme biens d'émigrés. C'est ainsi que tous les biens et domaines de la famille Sain de Bois-le-Comte sont saisis bien que certains de ses membres n'aient pas semblé hostiles aux idées révolutionnaires et que le propriétaire du château ait pu fournir un certificat de non émigration.
En 1802, une erreur administrative dans les relevés parcellaires attribue à la commune de Veigné un territoire dépendant d'Esvres. L'erreur n'est partiellement réparée qu'en 1834, Esvres perdant 22 ha dans l'opération. Alexandre-Pierre Odart, maire de la commune en 1825, se livre sur son domaine de la Dorée à de nombreuses expériences sur la culture de la vigne,. Les trois plébiscites organisés par Louis-Napoléon Bonaparte, en 1851 puis en 1852 et 1870 quand il est devenu empereur, témoignent d'une grande constance dans l'opinion des Esvriens : pour chacun d'eux, le « oui » l'emporte avec plus de 90 %. Lors de son passage à Tours le 15 octobre 1852, le prince-président est accueilli par des délégations communales et celle d'Esvres brandit une bannière portant « Au Sauveur de la France ». Les habitants sont donc très majoritairement favorables à l'empereur mais une opposition, même très minoritaire, existe, et elle se manifeste à chaque scrutin. Le 15 juillet 1878, le premier tronçon de la ligne de Joué-lès-Tours à Châteauroux, allant jusqu'à Loches, est inauguré ; il comporte une gare à Esvres. Onze ans plus tard, il est complété par une ligne du réseau des chemins de fer départementaux du Sud de l'Indre-et-Loire qui relie Esvres au Grand Pressigny mais cette seconde ligne, à voie métrique, ne survit pas au-delà de 1949. Les fours à chaux et les briqueteries, répandus en Touraine, sont peu nombreux à Esvres où seuls deux fours sont recensés ; l'un est connu par une mention sur un plan cadastral et l'autre n'a fonctionné que de 1868 à 1876.

### XXeetXXIesiècles

#### Les deux guerres mondiales
Cinquante-deux Esvriens meurent au combat pendant la Première Guerre mondiale,.
Pour tenter de freiner l'avancée allemande, le pont d'Esvres est détruit le 19 juin 1940 en fin de nuit par les troupes du Génie. Après l'armistice du 22 juin 1940, 200 soldats allemands prennent leurs quartiers au château de Vaugrignon. Esvres se trouve en zone occupée mais à quelques kilomètres seulement de la ligne de démarcation. Cette situation favorise les tentatives de passages clandestins de cette ligne. Des passeurs esvriens viennent en aide aux clandestins ; parmi eux, l'abbé Georges Lhermitte qui est arrêté, relâché, arrêté à nouveau puis déporté à Buchenwald où il meurt en 1944. Le maire Auguste Noyant est arrêté par la Gestapo, probablement le 9 janvier 1944 ; il est déporté au camp de Buchenwald du 27 janvier 1944 jusqu'au 7 janvier 1945 ; il meurt le 22 janvier 1945 au cours de son transfert vers Cham. À la mi-juillet 1944, des mouvements de Résistance cachent dans les caves du château de Vaux des armes parachutées. Après une dénonciation, la Gestapo procède à 26 arrestations du 30 juillet 1944 au 3 août 1944 au château, à Esvres et dans les environs ; quatre personnes sont fusillées sur l'aérodrome de Saint-Symphorien, les autres sont déportées et dix-huit meurent dans les camps de concentration nazis. Parmi ces victimes figure l'instituteur Joseph Bourreau, mort le 21 avril à Ravensbrück. Fin août 1944, pour couvrir leur retraite, les troupes allemandes détruisent à leur tour le pont sur l'Indre. La guerre de 1939-1945 fait au total 25 victimes dans la population communale, six d'entre elles mourant dans les camps de concentration.

#### Le développement urbain à partir des Trente Glorieuses

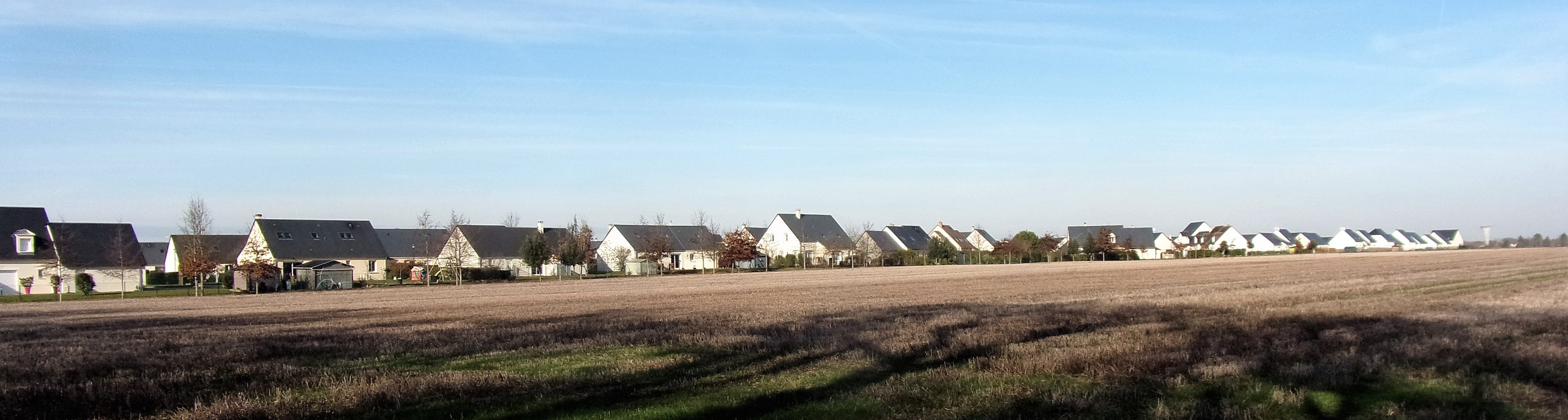
Lotissement moderne du Peu.

La commune se développe de manière importante à partir des années 1950, profitant de sa proximité avec la ville de Tours et de la présence de la D 943 de part et d'autre de laquelle se déploie la zone industrielle. En 1981, pour faire face à la menace de saturation de ses cimetières, tous situés au nord de la Loire, la ville de Tours installe à Esvres, sur une surface de 33 hectares, un nouveau cimetière. Il est doté d'un crématorium pour accompagner l'évolution des pratiques funéraires. En 1983, le dernier moulin esvrien, sur l'Échandon, cesse de fonctionner. La croissance démographique s’accélère nettement entre 2010 et 2015, avec 26 % d'habitants en plus, la troisième plus forte du département d'Indre-et-Loire sur cette période. La municipalité encourage alors les constructions, délivrant jusqu'à 200 permis de construire par an. En 2014, la ville décide de revenir sur cette politique afin d'éviter « de basculer en grosse cité-dortoir, sans vie ». Les modifications apportées au plan local d'urbanisme en 2016 et 2018 ainsi que le projet d'aménagement et de développement durables témoignent de cette nouvelle orientation.

## Politique et administration

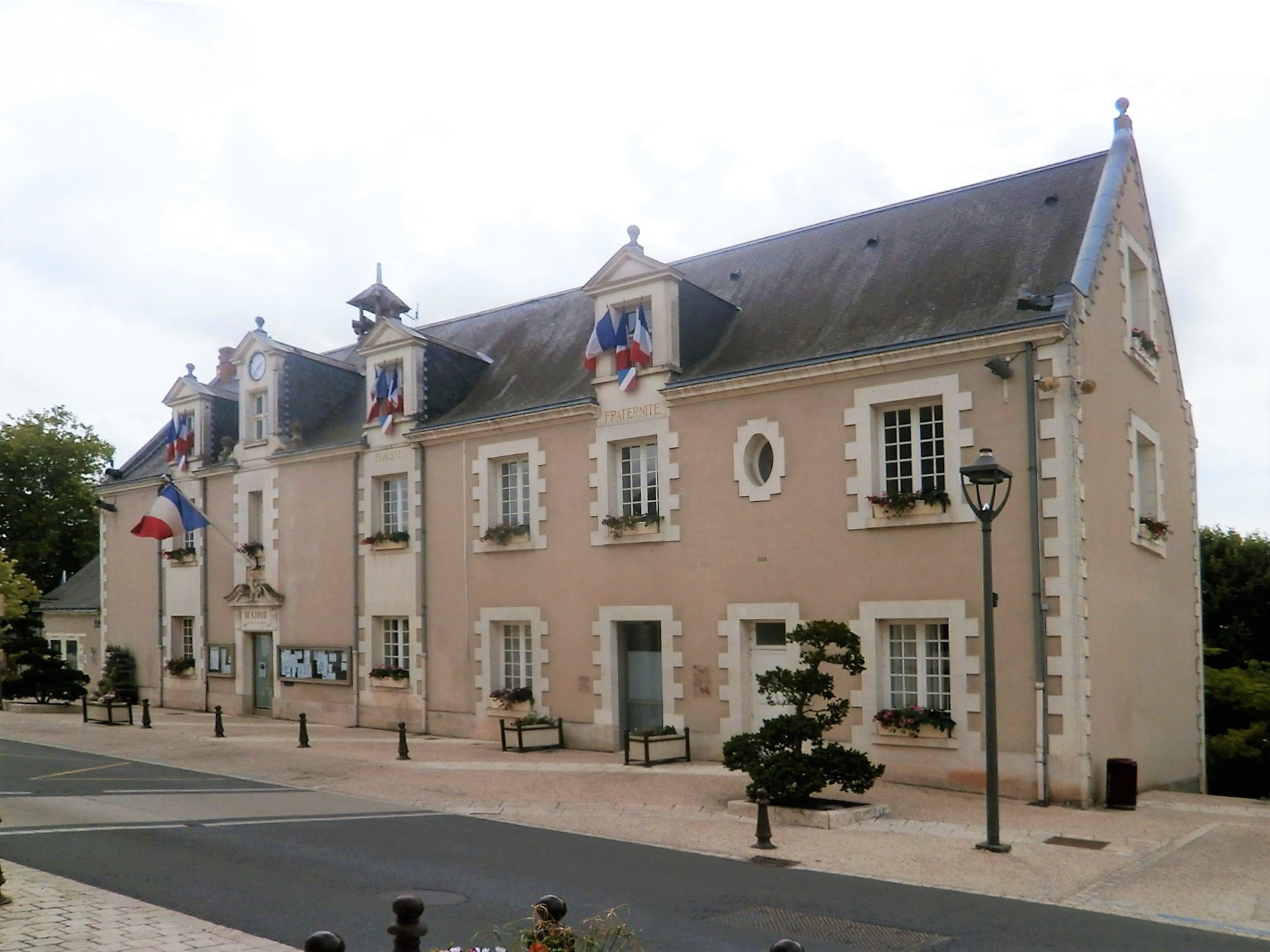
Façade de la mairie d'Esvres.

### Découpage territorial

#### Rattachements administratifs et électoraux
Depuis le redécoupage cantonal de 2014, Esvres est l'une des 10 communes qui composent le canton de Monts. Elle est également rattachée à l'arrondissement de Tours et à la 3e circonscription de l'Indre-et-Loire.
Depuis le 1er janvier 2010 et la suppression du tribunal d'instance de Loches, le tribunal d'instance de Tours est compétent pour l'ensemble du département. Toutes les juridictions intéressant Esvres sont ainsi regroupées à Tours, à l'exception du tribunal administratif et de la cour d'appel qui siègent à Orléans, préfecture de la région Centre-Val de Loire.

#### Intercommunalité
Esvres et vingt-et-une autres communes composent la communauté de communes Touraine Vallée de l'Indre. Jusqu'au 31 décembre 2016, elle relevait de la communauté de communes du Val de l'Indre. Cette situation lui confère en outre un rattachement de fait au « Pays Indre et Cher », qui a pour mission de « coordonner diverses missions transversales confiées par les collectivités, dans les domaines de l’aménagement du territoire, de l’environnement, de l’économie et du patrimoine ».
Le « syndicat intercommunal d'énergie d'Indre-et-Loire » (SIEIL), fondé en 1937, assure le contrôle et la coordination de l'ensemble des concessionnaires opérant en Indre-et-Loire dans le domaine de la distribution de gaz et d'électricité ; il intervient également sur le renforcement des réseaux de distribution d'électricité. Pour toutes les communes d'Indre-et-Loire, Tours exceptée, l'adhésion au service « Électricité » du SIEIL à titre individuel est rendue obligatoire par arrêté préfectoral en date du 23 avril 2008. Esvres a en outre choisi de bénéficier du service « Gaz » du SIEIL ; le syndicat en organise la distribution sur le périmètre de ses communes adhérentes.

### Tendances politiques et résultats
Comme en témoignent les résultats d'élections publiés sur le site du ministère de l'Intérieur, l'électorat d'Esvres, lors des consultations au suffrage universel direct qui se sont déroulées depuis 2002, a rigoureusement réparti sa préférence entre les listes ou les candidats présentés par la gauche ou la droite, 50 % pour chacune.

#### Scrutins récents
| Scrutin             | Scrutin             | 1er tour | 1er tour | 1er tour | 1er tour | 1er tour | 1er tour | 1er tour | 1er tour | 1er tour | 1er tour | 1er tour | 1er tour | 2d tour | 2d tour | 2d tour | 2d tour | 2d tour | 2d tour |
| Scrutin             | Scrutin             | 1er      | 1er      | %        | 2e       | 2e       | %        | 3e       | 3e       | %        | 4e       | 4e       | %        | 1er     | 1er     | %       | 2e      | 2e      | %       |
| ------------------- | ------------------- | -------- | -------- | -------- | -------- | -------- | -------- | -------- | -------- | -------- | -------- | -------- | -------- | ------- | ------- | ------- | ------- | ------- | ------- |
| Présidentielle 2017 | Présidentielle 2017 |          | EM       | 28,13    |          | LR       | 19,97    |          | LFI      | 19,20    |          | RN       | 17,11    |         | EM      | 72,72   |         | RN      | 27,28   |
| Présidentielle 2022 | Présidentielle 2022 |          | EM       | 35,91    |          | RN       | 20,17    |          | LFI      | 18,45    |          | EELV     | 5,97     |         | EM      | 67,89   |         | RN      | 32,11   |
| Législatives 2022   | 3e                  |          | ENS      | 31,43    |          | LFI      | 26,91    |          | RN       | 16,46    |          | UDI      | 15,69    |         | ENS     | 57,43   |         | LFI     | 42,57   |
| Législatives 2024   | 3e                  |          | ENS      | 36,35    |          | LR-RN    | 28,99    |          | LFI      | 27,29    |          | DVD      | 3,46     |         | ENS     | 66,62   |         | LR-RN   | 33,38   |

#### Élection municipale la plus récente
Le nombre d'habitants au recensement de 2011 étant compris entre 3 500 et 4 499, le nombre de membres du conseil municipal pour l'élection de 2014 est de 27.
Lors des élections municipales de 2014, les 27 conseillers municipaux ont été élus à l'issue du second tour ; le taux de participation était de 68,86 %. Ont obtenu :
| Suffrages exprimés                     | Suffrages exprimés     | Suffrages exprimés | 2 541     |             | 27 sièges à pourvoir | 27 sièges à pourvoir |
|                                        |                        |                    |           |             |                      |                      |
| Liste                                  | Tête de liste          | Tendance politique | Suffrages | Pourcentage | Sièges acquis        | Var.                 |
| Esvres 2014 - responsable et solidaire | Jean-Christophe Gassot | LUD                | 1 316     | 51,79 %     | 21 / 27              |                      |
| Esvres sources d'avenir                | Jean-Yves Brassé       | LDVG               | 744       | 29,28 %     | 4 / 27               |                      |
| Ensemble pour Esvres                   | Francis Cousteau       | LDVG               | 481       | 18,93 %     | 2 / 27               |                      |

Les listes Esvres 2014 - responsable et solidaire et Esvres sources d'avenir obtiennent respectivement trois et un sièges au conseil communautaire.

### Liste des maires
| Période | Période  | Identité               | Étiquette | Qualité                  |
| ------- | -------- | ---------------------- | --------- | ------------------------ |
| 1944    | 1945     | Henri Perreau          |           | cultivateur              |
| 1945    | 1946     | Louis Vergne           |           | cultivateur              |
| 1946    | 1947     | Ernest Lejeau          |           | charpentier              |
| 1947    | 1965     | Louis Germain          |           | cultivateur              |
| 1965    | 1971     | Pierre-Louis Le Gall   |           |                          |
| 1971    | 1977     | Roger Vergne           |           |                          |
| 1977    | 1985     | Michel Turco           | DVD       |                          |
| 1985    | 1995     | Pierre Godel           | DVD       |                          |
| 1995    | 2008     | Michel Turco           | DVD       |                          |
| 2008    | 2014     | Lucie Degail           | DVG       |                          |
| 2014    | En cours | Jean-Christophe Gassot | UMP-LR    | Entrepreneur en bâtiment |

### Politique de développement durable
En septembre 2018, la commune présente un projet d'aménagement et de développement durables. Ce document fixe comme objectifs la préservation et la valorisation du cadre de vie, l'amélioration de l'accès aux services pour l'ensemble de la population, notamment en facilitant les déplacements en « modes doux », le renforcement du développement économique et la maîtrise d'une croissance urbaine qui doit privilégier le centre-bourg.

#### Déchets ménagers
Les habitants d'Esvres ont accès à une déchèterie installée sur le territoire communal. La communauté de communes organise la collecte en porte-à-porte des déchets ménagers et recyclables.

#### Eau potable et assainissement
Cette compétence est du ressort de la communauté de communes ; elle en délègue la gestion à Veolia pour la période 2017-2021.
L'eau potable provient de quatre forages regroupés sur deux sites et situés à Esvres. Trois de ces forages puisent dans les ressources hydrologiques du calcaire lacustre ; le dernier, plus profond, exploite la nappe profonde des sables du Cénomanien. Deux équipements de stockage d'une capacité totale de 1 600 m3 complètent ce dispositif.
L'assainissement des eaux usées se fait grâce à quatre stations d'épuration (trois fonctionnant avec des filtres à sable, la quatrième par boues activées) d'un capacité totale 3 730 EH (équivalent-habitant) qui traitent les effluents d'Esvres avec rejet des eaux épurées dans l'Indre. En 2005, 1 028 foyers soit environ 2 570 habitants sont raccordés à ce dispositif. Les autres bénéficient de structures individuelles ou, dans la mesure du possible, d'installations collectives de petite dimension.

#### Fleurissement et aménagement paysager
Dans son palmarès 2018, le Conseil national des villes et villages fleuris de France attribue deux fleurs à la commune au concours des villes et villages fleuris,.

### Finances locales
Le tableau ci-dessous présente l'évolution de la capacité d'autofinancement, un des indicateurs des finances locales d'Esvres, sur une période de dix ans :
|                      | 2008 | 2009 | 2010 | 2011 | 2012 | 2013 | 2014 | 2015 | 2016 | 2017 |
| -------------------- | ---- | ---- | ---- | ---- | ---- | ---- | ---- | ---- | ---- | ---- |
| Esvres               | 228  | 169  | 188  | 162  | 162  | 159  | 121  | 28   | 189  | 156  |
| Moyenne de la strate | 152  | 155  | 166  | 181  | 181  | 177  | 165  | 171  | 179  | 179  |

| ■ CAF d'Esvres ■ CAF moyenne de la strate |

Depuis 2008, la capacité d'autofinancement de la commune, toujours positive, évolue aux alentours de la moyenne de la strate avec deux exceptions, en 2008 où elle est très supérieure et 2015 où elle est très inférieure. Le fonds de roulement, positif, évolue autour de la moyenne de la strate de 2008 à 2013 alors qu'il est régulièrement supérieur de 2014 à 2017. Le résultat comptable, toujours positif sauf en 2015 où il est légèrement négatif, se démarque peu de celui de la moyenne de la strate,.

### Jumelages
Au 1er janvier 2016, Esvres est jumelée avec :
- Riesbürg (Allemagne) depuis 1973 ;
- Casaleone (Italie) depuis 2004.

Le partenariat noué en 2006 avec la ville camerounaise de Messaména est suspendu en 2017 faute de contacts réguliers.

## Population et société

### Démographie
Les habitants d'Esvres se nomment les « Esvriens ».

#### Évolution démographique
Les registres paroissiaux sont disponibles à partir de 1574 pour ce qui concerne les baptêmes. En 1691, la population de la paroisse atteint un maximum de 432 feux ; elle diminue progressivement jusqu'en 1789, dernière année où ce mode de recensement familial est en vigueur.
L'évolution du nombre d'habitants est connue à travers les recensements de la population effectués dans la commune depuis 1793. Pour les communes de moins de 10 000 habitants, une enquête de recensement portant sur toute la population est réalisée tous les cinq ans, les populations de référence des années intermédiaires étant quant à elles estimées par interpolation ou extrapolation. Pour la commune, le premier recensement exhaustif entrant dans le cadre du nouveau dispositif a été réalisé en 2005.

En 2022, la commune comptait 6 264 habitants, en évolution de +7,1 % par rapport à 2016 (Indre-et-Loire : +1,67 %, France hors Mayotte : +2,11 %).
| 1793  | 1800  | 1806  | 1821  | 1831  | 1836  | 1841  | 1846  | 1851  |
| ----- | ----- | ----- | ----- | ----- | ----- | ----- | ----- | ----- |
| 1 588 | 1 588 | 1 779 | 1 751 | 1 739 | 1 801 | 1 820 | 1 818 | 1 833 |

| 1856  | 1861  | 1866  | 1872  | 1876  | 1881  | 1886  | 1891  | 1896  |
| ----- | ----- | ----- | ----- | ----- | ----- | ----- | ----- | ----- |
| 1 859 | 1 871 | 1 813 | 1 776 | 1 867 | 1 808 | 1 862 | 1 770 | 1 802 |

| 1901  | 1906  | 1911  | 1921  | 1926  | 1931  | 1936  | 1946  | 1954  |
| ----- | ----- | ----- | ----- | ----- | ----- | ----- | ----- | ----- |
| 1 765 | 1 681 | 1 637 | 1 625 | 1 543 | 1 661 | 1 681 | 1 765 | 1 955 |

| 1962  | 1968  | 1975  | 1982  | 1990  | 1999  | 2005  | 2006  | 2010  |
| ----- | ----- | ----- | ----- | ----- | ----- | ----- | ----- | ----- |
| 2 081 | 2 473 | 3 050 | 4 160 | 4 234 | 4 278 | 4 403 | 4 411 | 4 523 |

| 2015  | 2020  | 2022  | - | - | - | - | - | - |
| ----- | ----- | ----- | - | - | - | - | - | - |
| 5 702 | 6 161 | 6 264 | - | - | - | - | - | - |

|                                           | 1968 - 1975 | 1975 - 1982 | 1982 - 1990 | 1990 - 1999 | 1999 - 2010 | 2010 - 2015 |
| ----------------------------------------- | ----------- | ----------- | ----------- | ----------- | ----------- | ----------- |
| Taux de variation annuel de la population | + 3,1 %     | + 4,5 %     | + 0,2 %     | + 0,1 %     | + 0,5 %     | + 4,7 %     |
| Solde naturel                             | + 0,5 %     | + 0,6 %     | + 0,4 %     | + 0,5 %     | + 0,4 %     | + 0,7 %     |
| Solde migratoire                          | + 2,6 %     | + 3,9 %     | - 0,2 %     | - 0,3 %     | + 0,1 %     | + 4,1 %     |

Depuis le Révolution française et l'instauration d'un recensement individuel, la population communale n'a pas connu de baisse importante ou brutale. À compter de la fin de la Seconde Guerre mondiale, le nombre d'habitants ne cesse de s'accroître dans la commune. Depuis les années 1960, époque à partir de laquelle des données plus détaillées sont disponibles, l'augmentation de la population esvrienne s'opère par paliers, au gré de l'évolution du solde migratoire. L'accroissement démographique communal est fort de 1968 à 1982, très faible de 1982 à 2010, puis à nouveau important depuis 2010.

#### Pyramides des âges
La population de la commune est relativement jeune.
En 2018, le taux de personnes d'un âge inférieur à 30 ans s'élève à 33,6 %, soit en dessous de la moyenne départementale (34,9 %). À l'inverse, le taux de personnes d'âge supérieur à 60 ans est de 25,0 % la même année, alors qu'il est de 27,8 % au niveau départemental.
En 2018, la commune comptait 2 935 hommes pour 3 122 femmes, soit un taux de 51,54 % de femmes, légèrement inférieur au taux départemental (51,91 %).
Les pyramides des âges de la commune et du département s'établissent comme suit.
| Hommes | Classe d’âge | Femmes |
| ------ | ------------ | ------ |
| 0,4    | 90 ou +      | 0,9    |
| 6,4    | 75-89 ans    | 7,1    |
| 17,7   | 60-74 ans    | 17,5   |
| 21,1   | 45-59 ans    | 20,4   |
| 20,4   | 30-44 ans    | 20,9   |
| 13,1   | 15-29 ans    | 12,8   |
| 21,0   | 0-14 ans     | 20,4   |

| Hommes | Classe d’âge | Femmes |
| ------ | ------------ | ------ |
| 0,9    | 90 ou +      | 2,2    |
| 7,9    | 75-89 ans    | 10,2   |
| 17,3   | 60-74 ans    | 18,1   |
| 19,8   | 45-59 ans    | 19,1   |
| 17,9   | 30-44 ans    | 17,2   |
| 18,5   | 15-29 ans    | 17,5   |
| 17,6   | 0-14 ans     | 15,6   |

### Petite enfance, enseignement et jeunesse

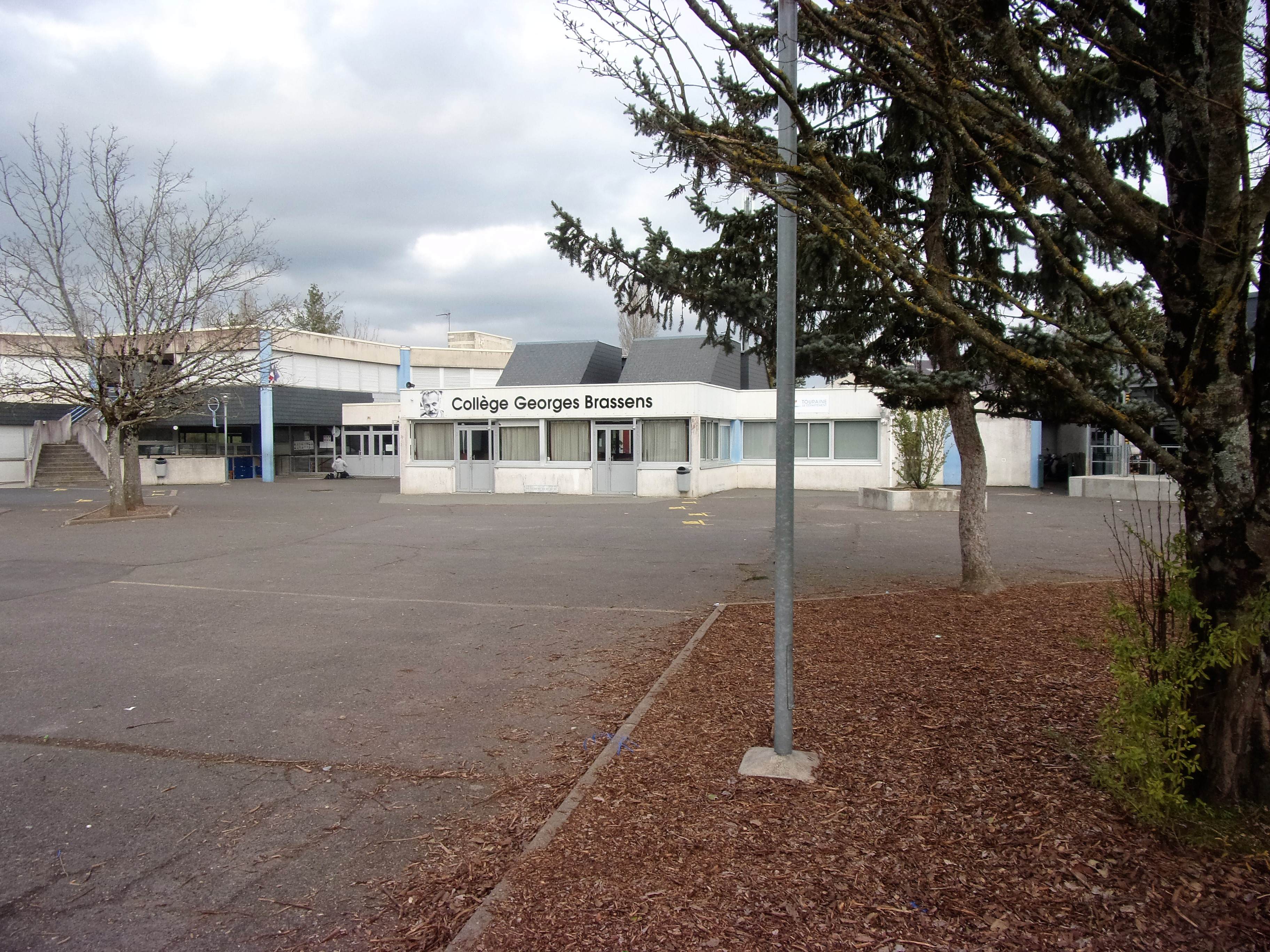
Collège Georges-Brassens.

La commune propose les services d'une crèche et d'un accueil de loisirs sans hébergement. En outre, 57 assistantes maternelles sont installées sur la commune.
Esvres accueille trois écoles primaires. Deux sont publiques, l'école maternelle « Les Sources » (198 élèves à la rentrée 2018) et l'école élémentaire « Joseph-Bourreau » (382 élèves) ; l'école primaire « Sainte-Thérèse », regroupant maternelle et élémentaire, relève de l'enseignement privé (174 élèves). Le collège « Georges-Brassens » accueille les enfants de la sixième à la troisième. La carte scolaire prévoit qu'Esvres se trouve dans la zone de recrutement du lycée Grandmont de Tours. Un service de transport scolaire est mis en place par la communauté de communes.

### Santé, sécurité et services d'urgence
Esvres est une commune dotée de nombreux professionnels de santé dont des médecins généralistes ou spécialistes et deux pharmacies. L'hôpital le plus proche est le centre hospitalier régional universitaire de Tours, à Chambray-lès-Tours, à environ un quart d'heure de trajet automobile d'Esvres.
La brigade de gendarmerie la plus proche d'Esvres est celle de Cormery.
Cormery, Courçay, Esvres et Truyes ont mutualisé leurs ressources pour construire en 2013 sur cette dernière commune un centre de secours intercommunal des sapeurs pompiers.

### Sport et culture

#### Équipements collectifs

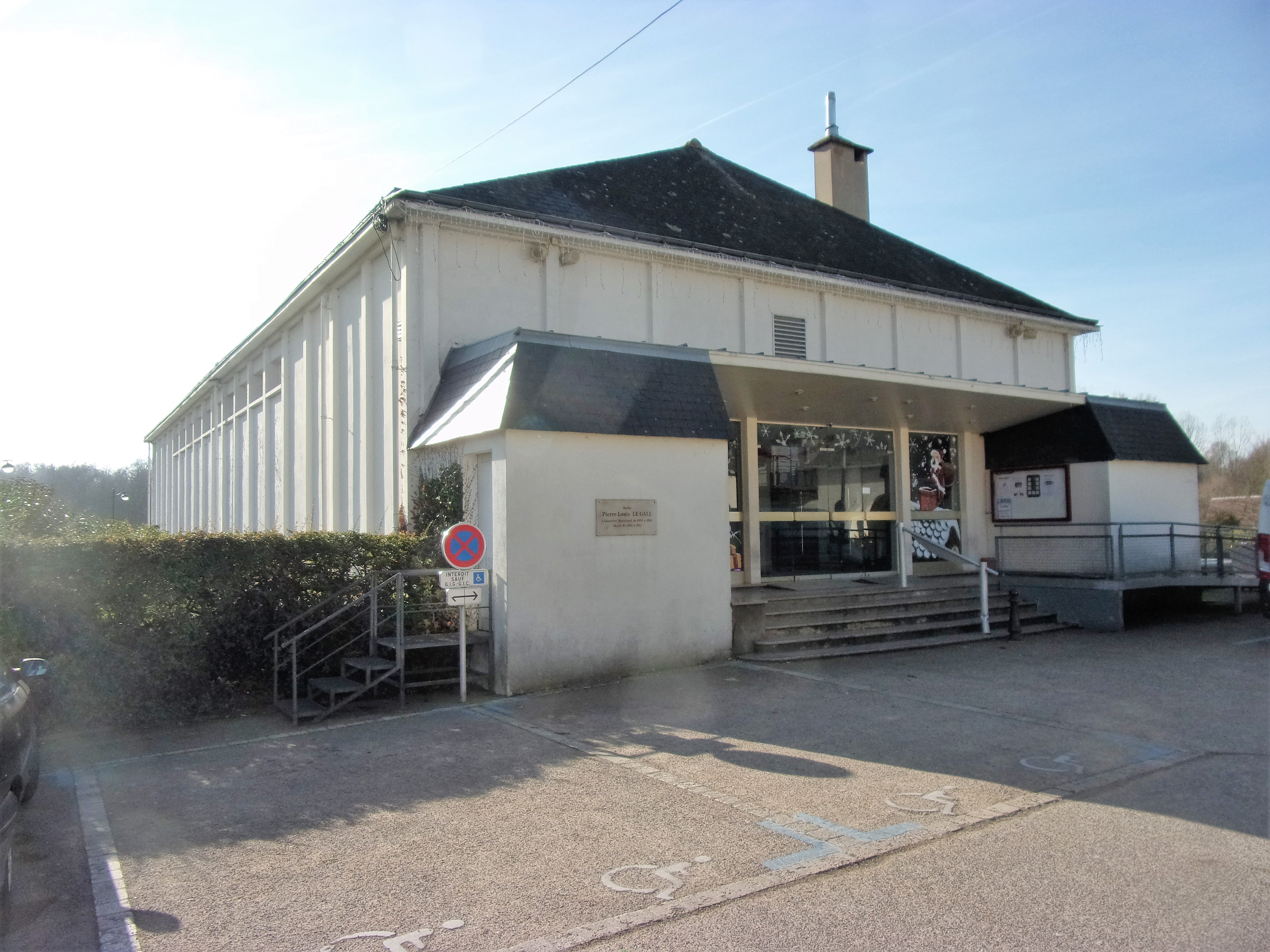
Salle des fêtes Pierre-Louis-Le-Gall.

Esvres dispose de plusieurs équipements sportifs : aires multisports, courts de tennis, piscine découverte, dojo, gymnase, salle de danse, stades de football et de rugby.
La commune propose également une salle polyvalente et une médiathèque intercommunale regroupées avec d'autres équipements collectifs au sud de la mairie — la médiathèque fait partie du réseau des bibliothèques gérées par le conseil départemental d'Indre-et-Loire —, une maison des jeunes, une salle de musique et plusieurs salles de réunion de quartier.

#### Vie associative
Le site internet de la commune recense 48 associations ayant leur siège à Esvres et intervenant dans le domaine du sport (19 d'entre elles), de la culture ou des loisirs (20) ou de l'action sociale (9).

#### Manifestations sportives et culturelles
Depuis plus de quinze ans, les Foulées du noble-joué sont un trail parcourant, au mois de juin, le vignoble de l'appellation, au départ et à l'arrivée d'Esvres. Un marché de Noël et un forum des associations sont également organisés.

### Médias et numérique
Le quotidien régional La Nouvelle République du Centre-Ouest consacre quelques pages de son édition Indre-et-Loire, Touraine Est, à l’actualité du canton de Monts. La commune d'Esvres édite un bulletin municipal annuel. La chaîne de télévision TV Tours Val de Loire et la station de radio France Bleu Touraine relaient les informations locales.
La commune ne possède pas en 2017 de réseau à haut débit par fibre optique.

### Culte catholique
Le territoire de la commune dépend de la paroisse Saint-Brice au sein du doyenné de Loches lui-même partie de l'archidiocèse de Tours, au même titre que six autres doyennés. L'église Saint-Médard accueille, en alternance avec d'autres églises de la paroisse, des offices dominicaux.

## Économie

### Revenus et fiscalité
En 2015, le revenu fiscal médian par ménage est de 38 864 €, alors que la moyenne départementale s'établit à 32 011 € et que celle de la France métropolitaine est de 32 409 €. En 2014, le revenu disponible par ménage était de 22 807 € dans la commune contre une moyenne de 20 710 € au niveau départemental. Le taux de pauvreté est de 6,5 % des ménages fiscaux à Esvres alors qu'il s'établit à 12,5 % au niveau départemental.

### Emploi
Les deux tableaux ci-dessous présentent les chiffres-clés de l'emploi à Esvres et leur évolution de 2010 à 2015, :
|                               | Esvres 2010 | Esvres 2015 | Évolution |
| ----------------------------- | ----------- | ----------- | --------- |
| Population de 15 à 64 ans     | 2 999       | 3 575       | + 19,2 %  |
| Actifs (en %)                 | 72,8        | 78,5        | + 7,8 %   |
| dont :                        |             |             |           |
| Actifs ayant un emploi (en %) | 68,3        | 72,0        | + 5,4 %   |
| Chômeurs (en %)               | 4,5         | 6,5         | + 42,2 %  |

|                                      | Esvres 2010 | Esvres 2015 | Évolution |
| ------------------------------------ | ----------- | ----------- | --------- |
| Nombre d'emplois dans la zone        | 2 063       | 2 326       | + 12,7 %  |
| Indicateur de concentration d'emploi | 100,3       | 89,3        | - 11,0 %  |

De 2010 à 2015, la physionomie de l'emploi à Esvres s'est profondément modifiée. La population active progresse, son taux d'emploi s'améliore. Les emplois proposés sur la commune sont plus nombreux, mais cette dernière progression, un peu moins rapide que celle de la population active, induit une légère diminution de l'indicateur de concentration d'emploi. Toutefois, le taux de chômage, selon les critères définis lors du recensement, a augmenté de près de 50 % et touche principalement les jeunes de 15 à 24 ans. Sur les 2 603 Esvriens pourvus d'un emploi, seuls 607 travaillent dans la commune elle-même,. À la fin des années 1990, la ville de Tours est le lieu de travail de plus de 22 % des actifs esvriens ; à l'inverse, près de 9 % des personnes travaillant à Esvres viennent de Tours.

### Tissu économique
Le tableau ci-dessous détaille le nombre d'entreprises implantées à Esvres selon leur secteur d'activité et le nombre de leurs salariés :
|                                                              | Total | %     | 0 salarié | 1 à 9 salariés | 10 à 19 salariés | 20 à 49 salariés | 50 salariés ou plus |
| ------------------------------------------------------------ | ----- | ----- | --------- | -------------- | ---------------- | ---------------- | ------------------- |
| Ensemble                                                     | 477   | 100,0 | 325       | 120            | 14               | 14               | 4                   |
| Agriculture, sylviculture et pêche                           | 27    | 5,7   | 19        | 8              | 0                | 0                | 0                   |
| Industrie                                                    | 32    | 6,7   | 12        | 16             | 1                | 2                | 1                   |
| Construction                                                 | 70    | 14,7  | 38        | 26             | 2                | 3                | 1                   |
| Commerce, transports, services divers                        | 290   | 60,8  | 211       | 66             | 8                | 4                | 1                   |
| dont commerce et réparation automobile                       | 86    | 18,0  | 56        | 25             | 4                | 1                | 0                   |
| Administration publique, enseignement, santé, action sociale | 58    | 12,2  | 45        | 4              | 3                | 5                | 1                   |
| Champ : ensemble des activités.                              |       |       |           |                |                  |                  |                     |

En 2016, 42 entreprises nouvelles sont créées, dont plus de la moitié sont consacrées aux services aux entreprises ou aux particuliers.

#### Agriculture
Le tableau ci-dessous présente les principales caractéristiques des exploitations agricoles d'Esvres, observées sur une période de 22 ans :
|                                            | 1988  | 2000  | 2010  |
| ------------------------------------------ | ----- | ----- | ----- |
| Nombre d’exploitations                     | 50    | 25    | 22    |
| Équivalent unité de travail annuel         | 70    | 39    | 37    |
| Surface agricole utile (SAU) (ha)          | 1 566 | 1 412 | 1 769 |
| Cheptel (nombre de têtes)                  | 1 069 | 969   | 613   |
| Terres labourables (ha)                    | 1 460 | 1 326 | 1 631 |
| Cultures permanentes (ha)                  | 30    | 36    | 39    |
| Surfaces toujours en herbe (ha)            | 73    | 42    | 93    |
| Superficie moyenne d’une exploitation (ha) | 31,3  | 56,5  | 80,4  |

L'évolution de l'agriculture esvrienne depuis 1988 est marquée par la diminution du nombre d'exploitations, compensée par l'augmentation de superficie de celle qui subsistent, puisque la surface agricole utile n'a pas tendance à diminuer, au contraire. Les cultures permanentes, qui gagnent un peu de terrain, sont essentiellement constitués par des vignes de l'appellation touraine-noble-joué, d'implantation assez récente sur le territoire communal. La vigne couvre environ 40 ha dans le secteur du château de la Dorée, loin des 300 ha qu'elle occupait au début du XIXe siècle et jusqu'à l'invasion du Phylloxéra dans les années 1880 ; elle concerne toutefois dix des vingt-trois exploitations agricoles communales. L'agriculture communale reste majoritairement tournée vers la polyculture et l'élevage.

#### Industrie, artisanat et services
Installé au château de la Dorée, le site d'AG2R La Mondiale emploie en 2016 près de 550 salariés ; c'est le troisième plus important site du groupe en France et le premier employeur de la commune devant un site du groupe Eiffage situé en bordure de la D 943 (101 salariés au 31 décembre 2015). C'est près de cette dernière entreprise qu'est installée depuis 1976 la communauté Emmaüs d'Indre-et-Loire. La commune elle-même est un important employeur (91 salariés au 31 décembre 2018),.
La taille de la commune permet le maintien d'un nombre important de commerces locaux variés, permettant de répondre sur place aux besoins des habitants. Un supermarché est implanté dans le bourg, deux autres dans la zone industrielle en bordure de la D 943. Un marché hebdomadaire est organisé dans le bourg.

#### Tourisme
Esvres ne compte ni hôtel ni camping, ni établissements dédiés à l'hébergement collectif. Des possibilités d'hébergement touristique sont toutefois proposées par le biais de plusieurs gîtes ruraux et chambres d'hôtes.

## Culture locale et patrimoine

### Lieux et monuments

Carte simplifiée du patrimoine d'Esvres.

Les emplacements des lieux et monuments cités dans cette section sont reportés sur la « carte simplifiée du patrimoine d'Esvres ».

#### Édifices religieux
Du prieuré Saint-Pierre de Vontes, (I) construit à partir du XIe siècle et rattaché à l'abbaye Saint-Paul de Cormery, subsistent la porte fortifiée et la chapelle inscrite au titre des monuments historiques en 2001. Des travaux de restauration conduits dans les années 2000 révèlent la présence de peintures murales du XIIe au XVe siècle, remises en état à cette occasion ; l'une d'elles représente certainement saint Éloi.
L'église dédiée à saint Médard (II) remplace très certainement un édifice plus ancien, dont la partie septentrionale de la façade garde la trace. Cette façade, dans sa partie méridionale cette fois, réutilise des fragments de sarcophages médiévaux. Dans les années 2000, elle fait l'objet, par tranches successives, de la restauration de la presque totalité de ses maçonneries. Trois bas-reliefs attribués aux XIIe et XIIIe siècles, enchâssés dans le pignon oriental de nef au-dessus de l'abside, sont répertoriés depuis 1907 comme objets classés dans la base Palissy. Ils représentent le Christ en gloire, le Christ bénissant deux apôtres ainsi qu'un animal.

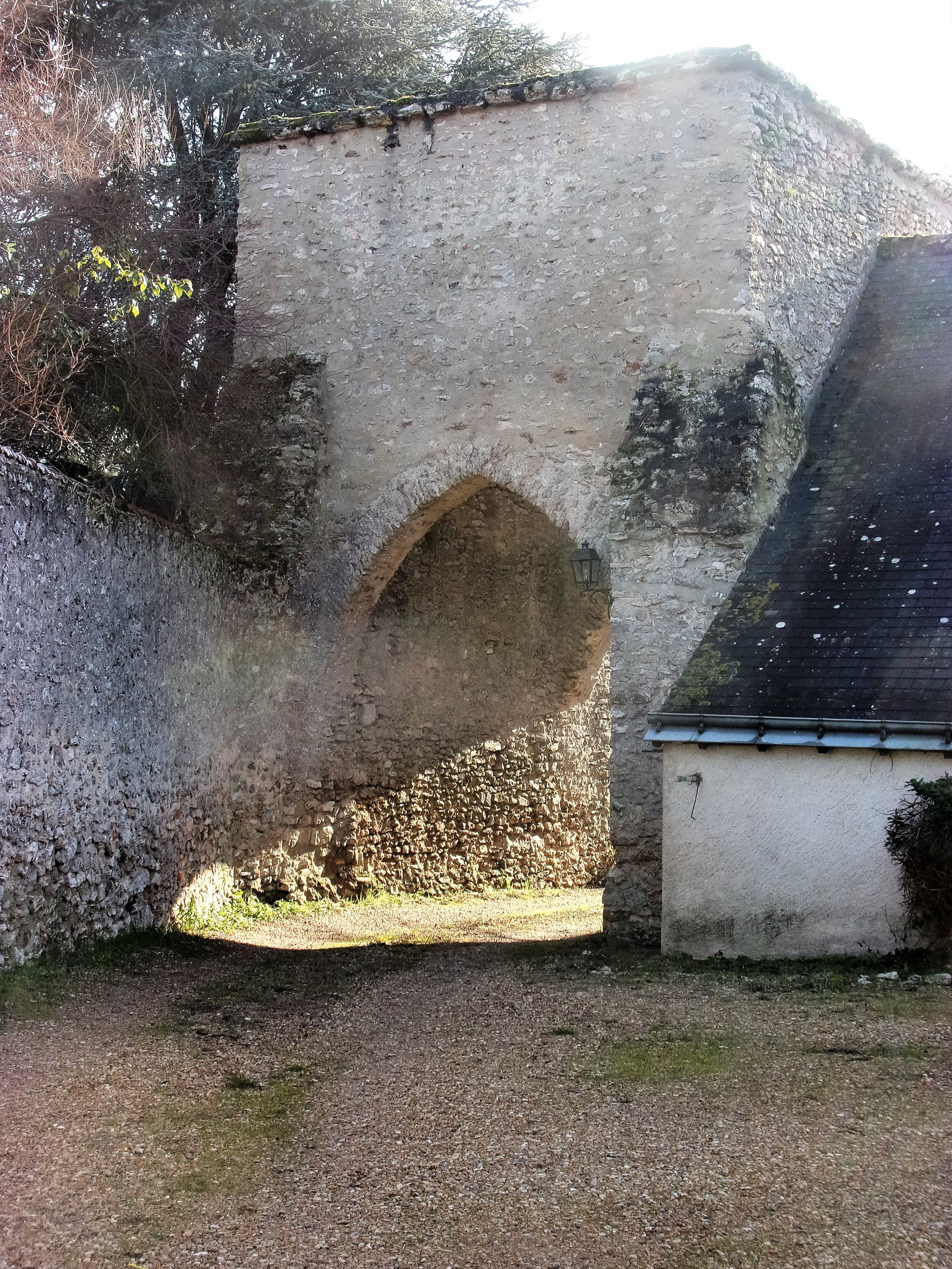
Porte du prieuré Saint-Pierre de Vontes
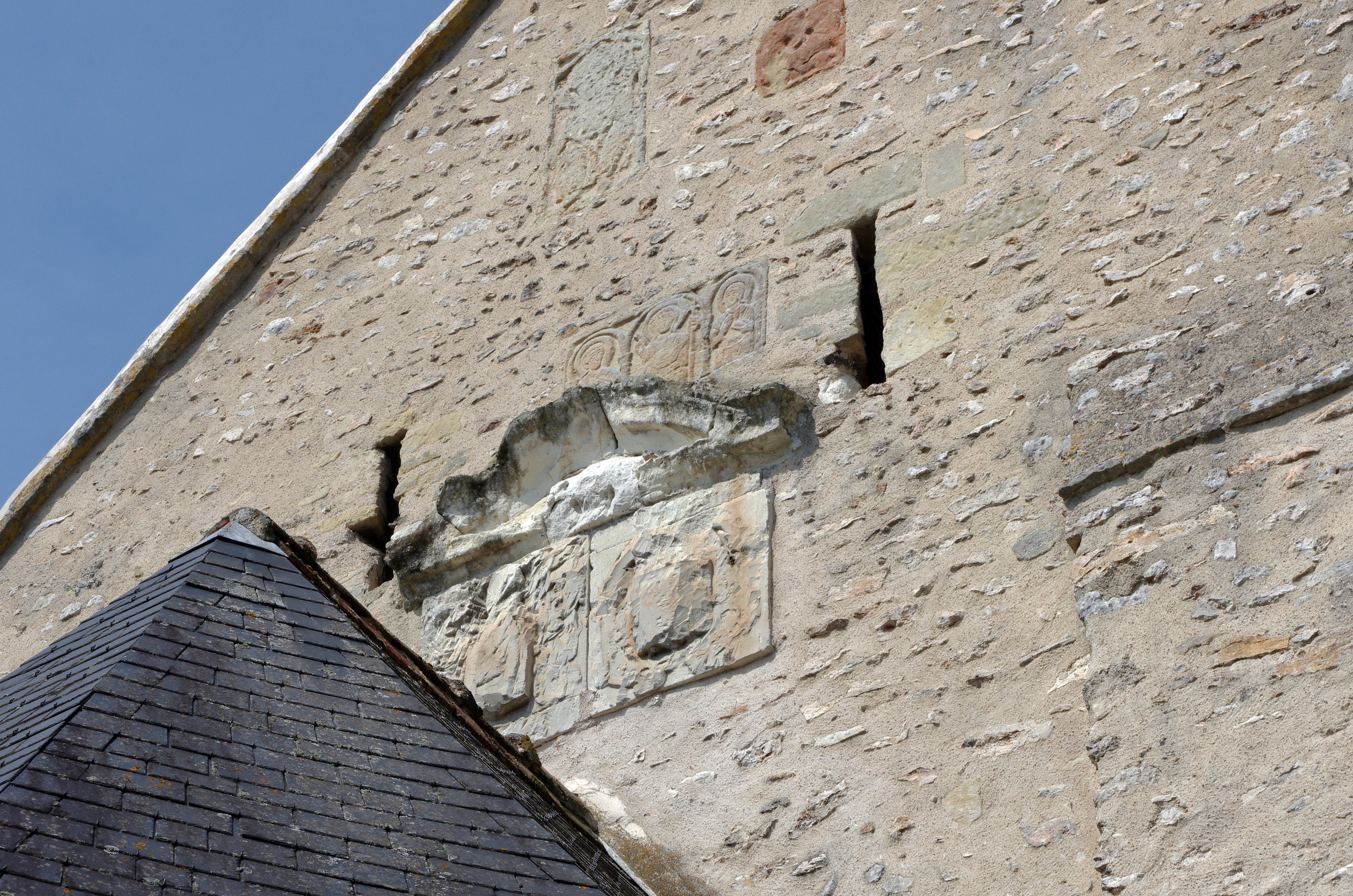
Bas-reliefs de l'église Saint-Médard.
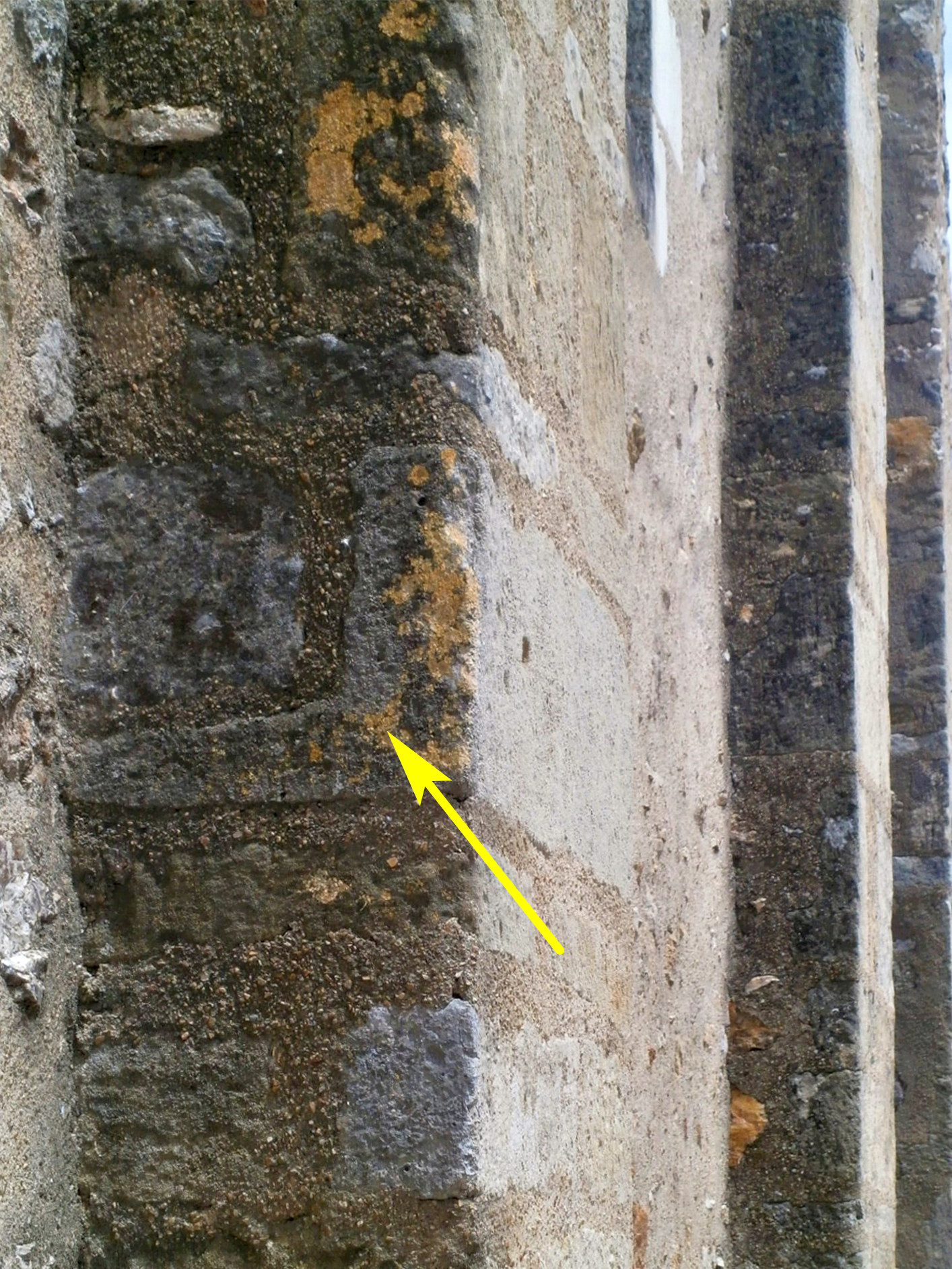
Cuve de sarcophage (flèche jaune) en remploi dans l'église.

#### Châteaux et manoirs
Le château d'Esvres (1) est construit du XIIIe au XVIIIe siècle. Il est le siège de la seigneurie d'Esvres depuis au moins le XVIIIe siècle. Il est partiellement inscrit comme monument historique en 1963 mais, au XXIe siècle, les bâtiments sont partagés entre plusieurs propriétaires.
Le domaine agricole appelé Mons Caninus, plus tard Montchenin (2), est cédé par le seigneur de Nouâtre à l'abbaye de Cormery au terme de négociations débutées sous Foulques Nerra et conclues sous Foulques le Réchin, près de 80 ans plus tard,. Pendant la guerre de Cent Ans, les moines de Cormery, qui doivent verser une forte rançon aux Anglais en échange de leur liberté, ne peuvent entretenir Montchenin qui est laissé à l'abandon. Le domaine est à nouveau entretenu sous l'abbatiat de Jean du Puy mais c'est Denis Briçonnet, premier abbé commendataire de Saint-Paul de Cormery, qui reconstruit le château sur ses fonds propres. La même famille en est propriétaire jusqu'à la Révolution. Vendu comme bien national, il est détruit puis reconstruit vers 1850 mais la grange dîmière est sauvegardée.
Le logis seigneurial de la Roche-Farou (3), dont les plus anciens éléments datent du XVIe siècle, est remanié par ses propriétaires successifs, dont la famille Sain de Bois-le-Comte, qui possède le domaine de la fin du XVIIe au début du XIXe siècle. Une chapelle, une fuie cylindrique tronquée à la Révolution, et une tour d’escalier carrée sont les éléments les plus remarquables de son architecture.
Proche de la Roche-Farou, les bâtiments du manoir de la Baudellière (4) sont certainement plus anciens que la date de 1668 gravée sur un des murs ne le laisse penser, puisque le fief est déjà mentionné en 1639. Le corps de bâtiment principal s'accompagne d'une tour d'escalier carrée. La Baudellière est, au début du XVIIIe siècle, une autre propriété de la famille Sain de Bois-le-Comte.
Le château de la Dorée (5), construit et remanié par étapes du XVIe au XVIIIe siècle, est plus remarquable par ses propriétaires que par son architecture : il a appartenu à la famille de Lucien Bonaparte avant d'être la propriété du comte Odart, agronome et maire d'Esvres au XIXe siècle. En 1910-1911 le banquier Xavier Rousseau loue le château pour y séjourner avec son amante Mata Hari.
Au sud du territoire communal, les bâtiments de ferme de la Brosse (6), datant peut-être du début du XVIIe siècle, sont organisés autour d'une cour fermée. Dans le courant du XVIIe siècle, il s'agit probablement d'une métairie du couvent des minimes qui existe alors au château de Plessis-lèz-Tours, ce qui vaut à la Brosse d'être saisie et vendue comme bien national à la Révolution.
Le château de Vaugrignon (7) est construit au XVe siècle. Dans le dernier quart du XIXe siècle, ses propriétaires le restaurent, notamment en plaquant sur l'ancienne une nouvelle façade néo-gothique. Deux tourelles prenaient place aux extrémités du corps de logis principal. L'une est arasée au niveau du sol, l'autre, couverte d'une toiture conique, est aménagée en oratoire. Côté est, une aile en retour est couverte en terrasse.
Le fief de la Vilaine est mentionné dès 1260 mais son château (8) est entièrement reconstruit au XIXe siècle.

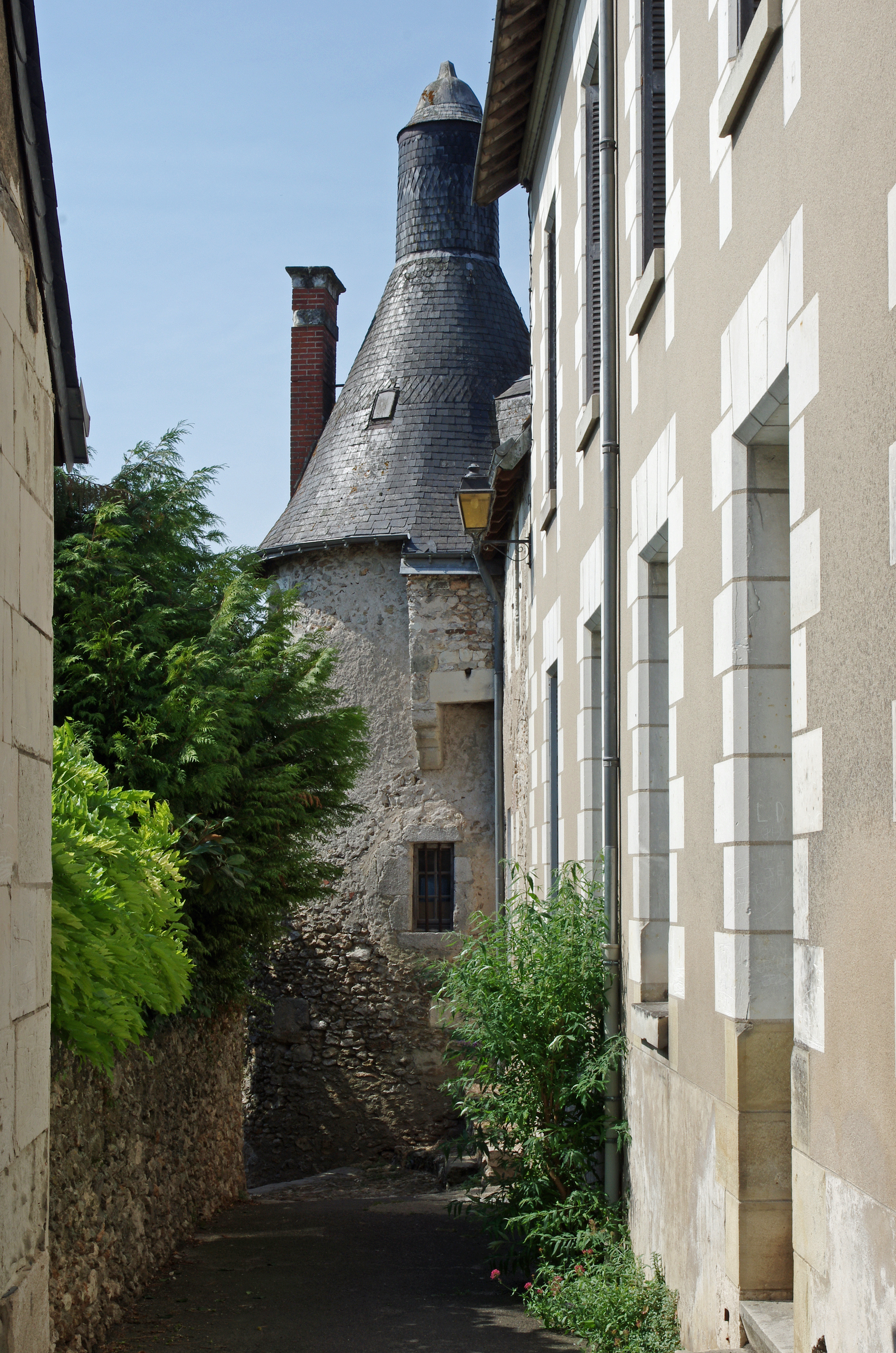
Tour d'angle sud-est de l’enceinte du château.
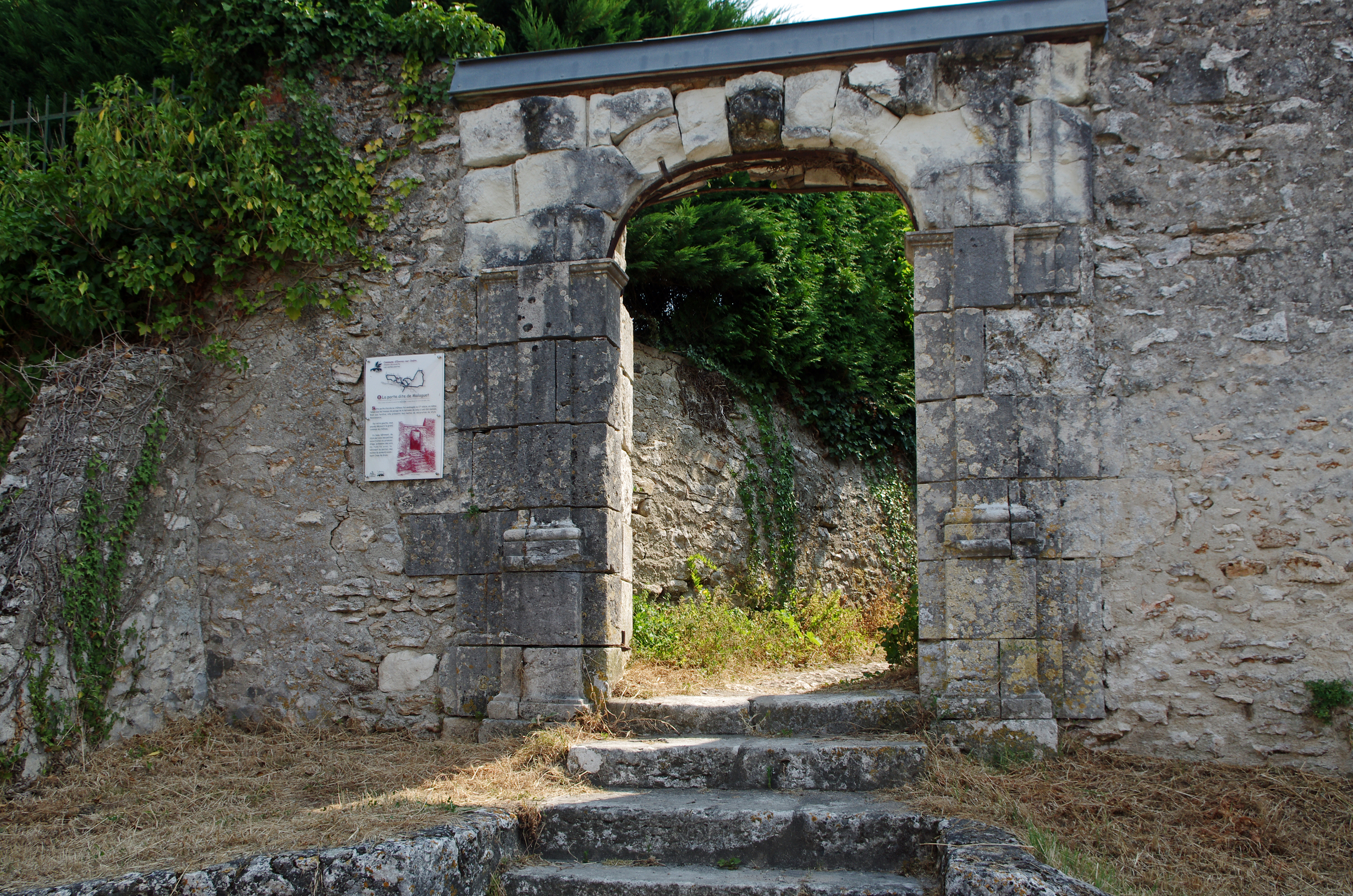
Porte de l'enceinte du château.
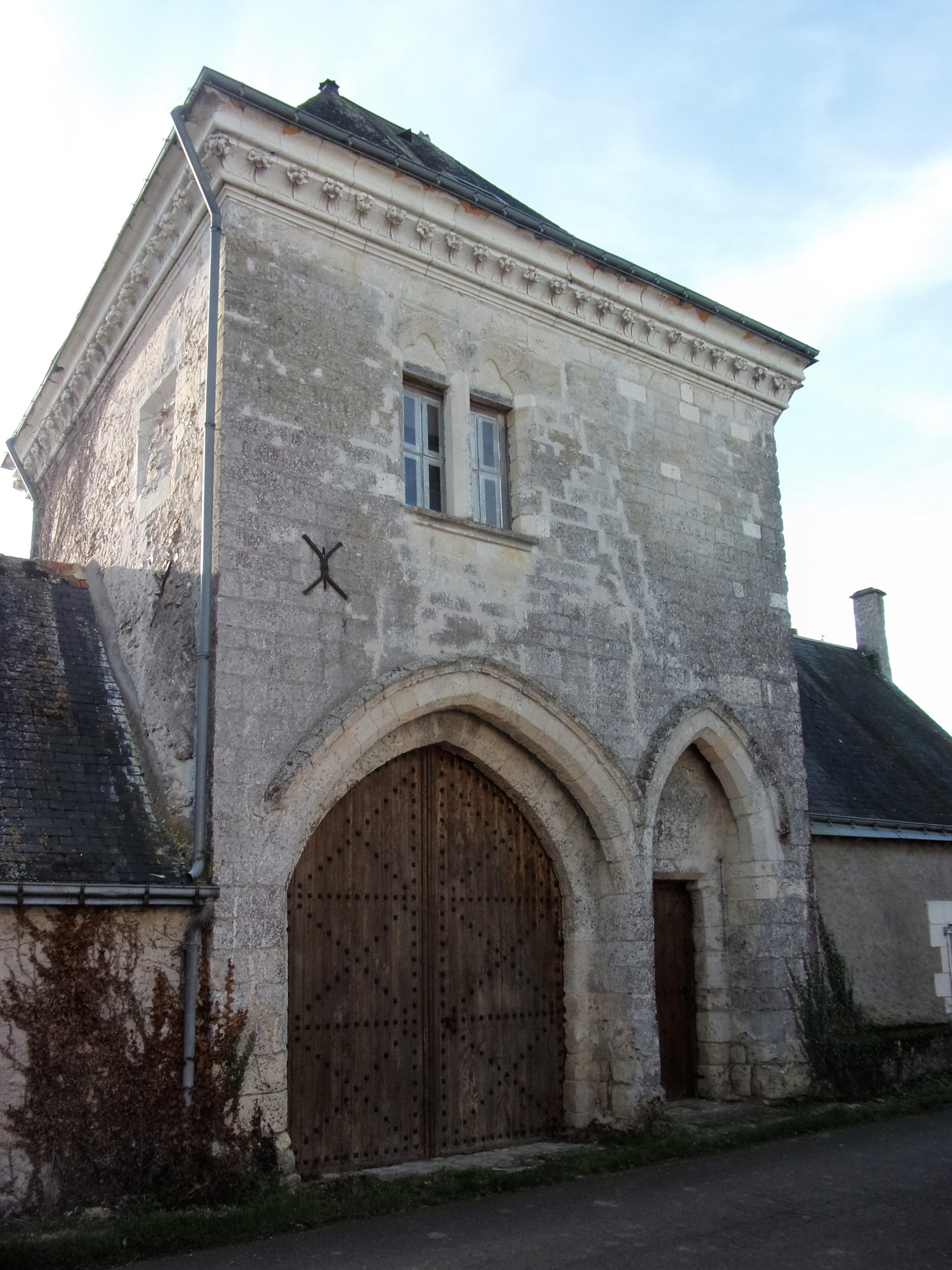
Porte fortifiée du château de Montchenin.
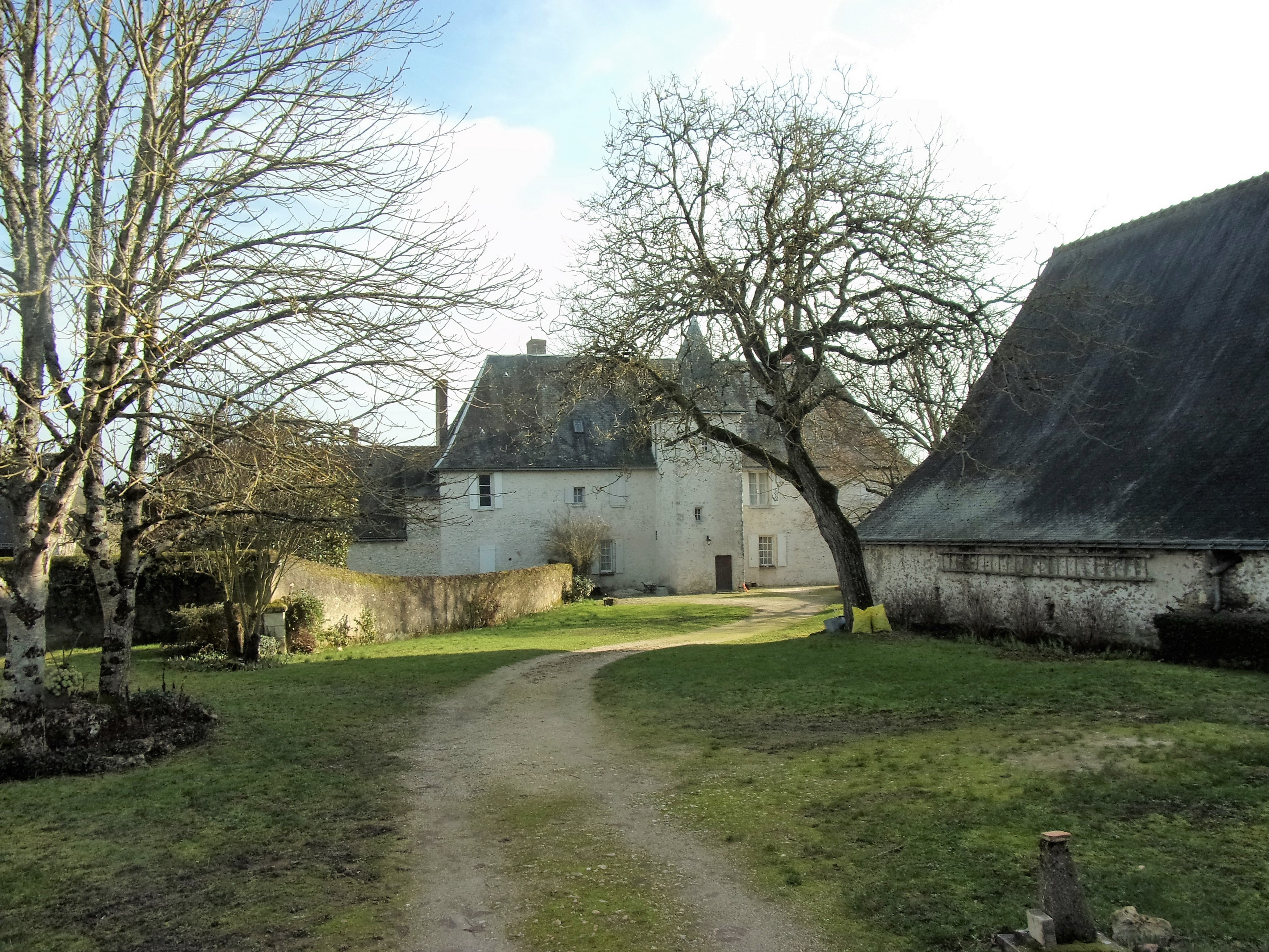
Logis seigneurial de la Roche-Farou.
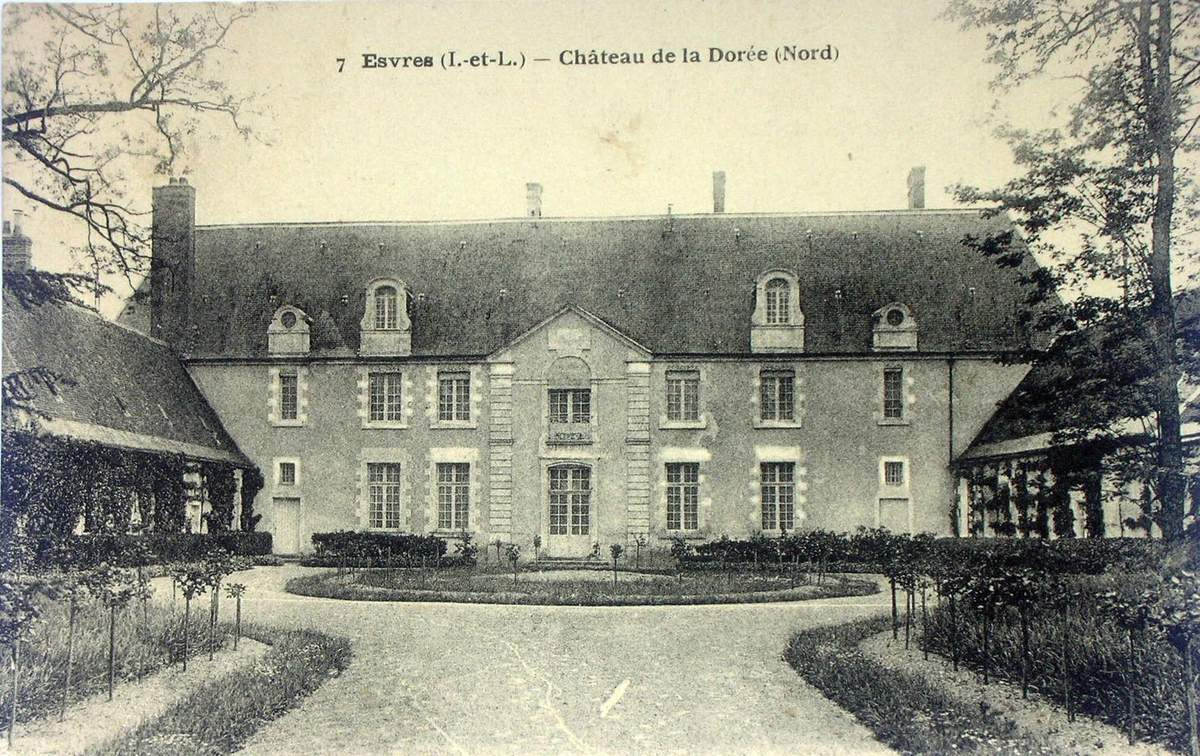
Château de la Dorée.
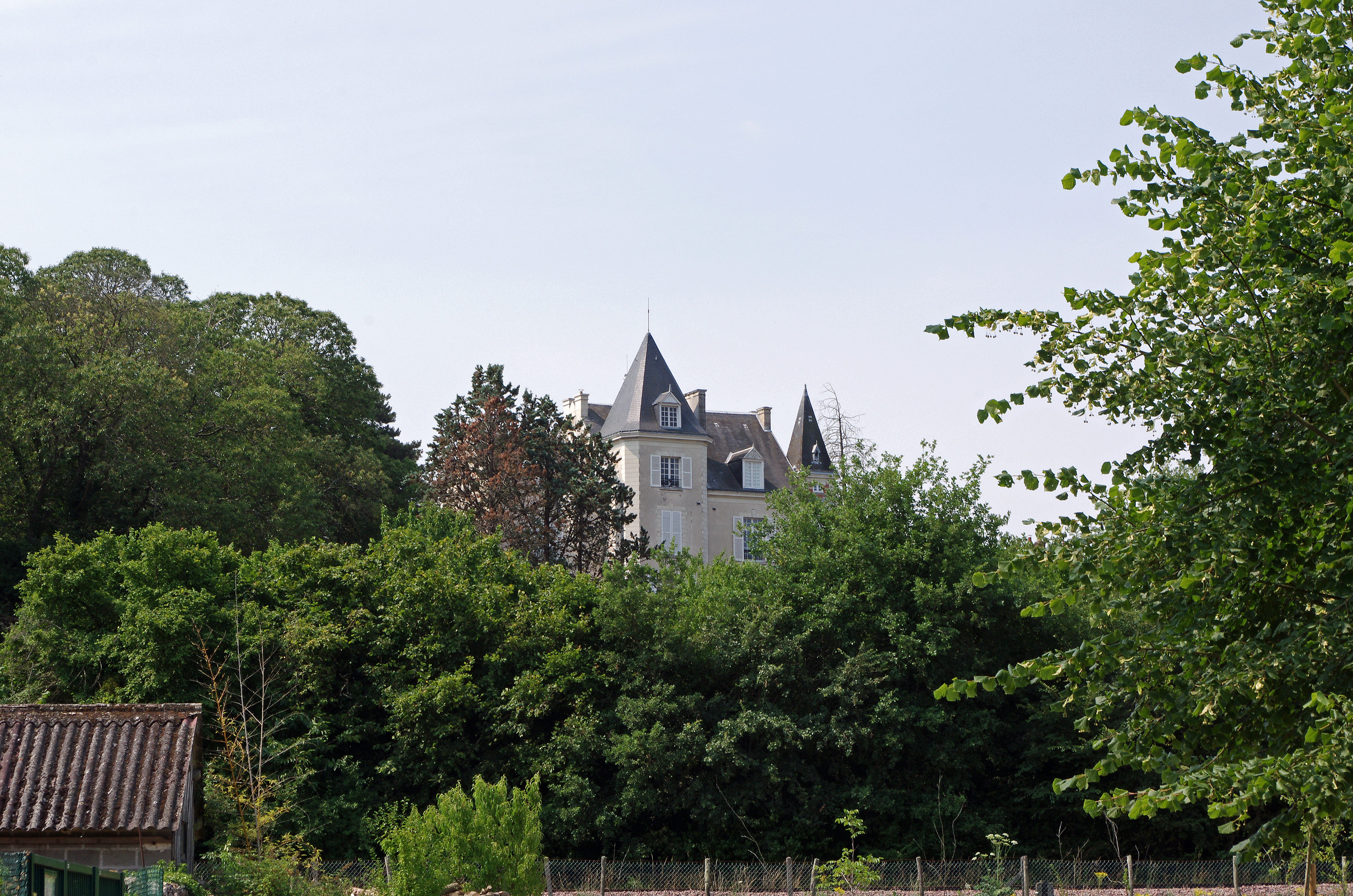
Château de la Vilaine.

#### Aménagements remarquables
Les moulins de Vontes (A), sur l'Indre, existent depuis au moins 1070, date à laquelle deux roues sont mentionnées. Un troisième mécanisme est construit au début du XIXe siècle. Vendus à des propriétaires différents en 1813, ils cessent leur activité entre la fin des années 1910 et 1964.
Le pont Girault (B) sur l'Échandon, propriété commune d'Esvres et de Saint-Branchs, date du XIIIe ou du XVe siècle mais il est parfois faussement appelé pont « gallo-romain ». La tradition veut que Jeanne d'Arc l'ait emprunté sur son trajet de Domrémy à Chinon en 1429. Cette tradition n'est cependant pas vérifiable, l'itinéraire précis de Jeanne d'Arc entre Gien et Sainte-Catherine-de-Fierbois où elle arrive le 5 mars 1429, étapes attestées sur le chemin de Chinon, n'est pas connu,. Ce pont piétonnier construit en moellons de calcaire lacustre — les véhicules empruntent un gué en aval immédiat — sur la route médiévale d'Amboise à Poitiers aurait été construit pour faciliter la traversée de l'Échandon par les pèlerins tourangeaux se rendant à Sainte-Catherine-de-Fierbois puis, de là, à Saint-Jacques-de-Compostelle.
À la fin du XIXe siècle ou au début du XXe siècle le château de Vilaine disposait d'une éolienne Bollée (C) actionnant une pompe l'alimentant en eau. Trop endommagée, elle est démontée et remplacée par une autre, restaurée au début du XXIe siècle.
Le lavoir dit « de la rue de Tours » (D) date du XIXe siècle. Il est immédiatement longé, à l'ouest, par l'ancien chemin de Tours qui passe en contrebas de la route moderne.
Un four à chaux, au lieu-dit « le Fourneau » (E), est construit en 1877 mais son activité semble cesser dès 1891. Construit en moellons avec un chaînage de pierre de taille, il se compose de deux cuves accolées. Sur la terrasse surmontant les fours une salle à manger est bâtie en 1987.

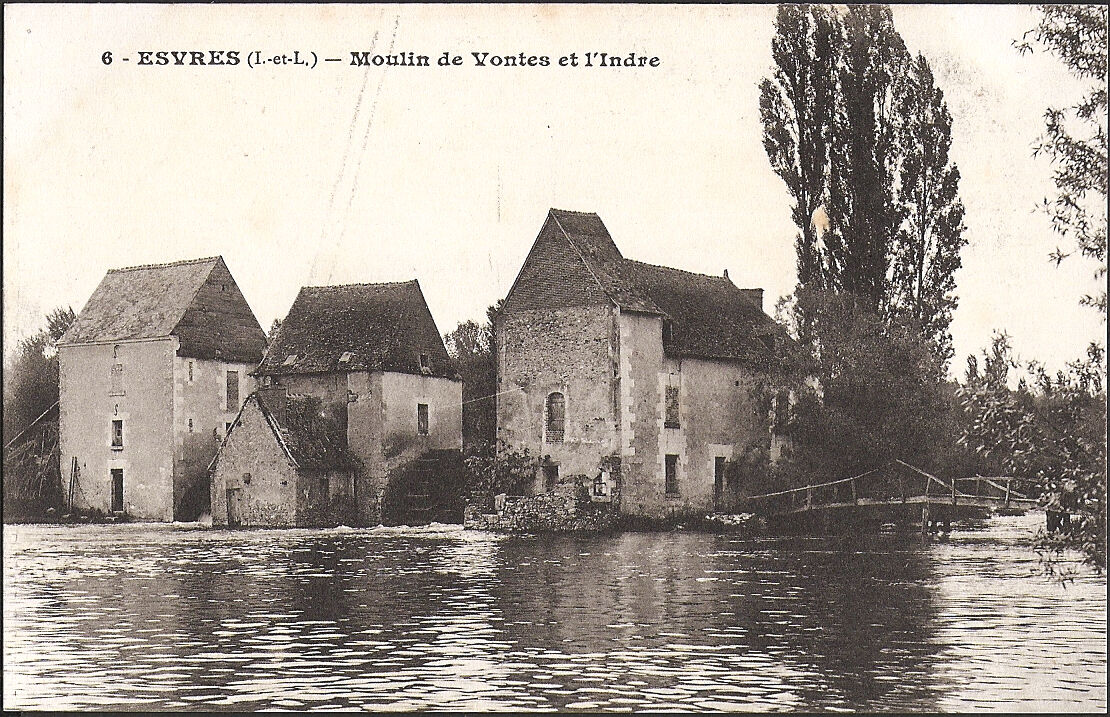
Moulins de Vontes.
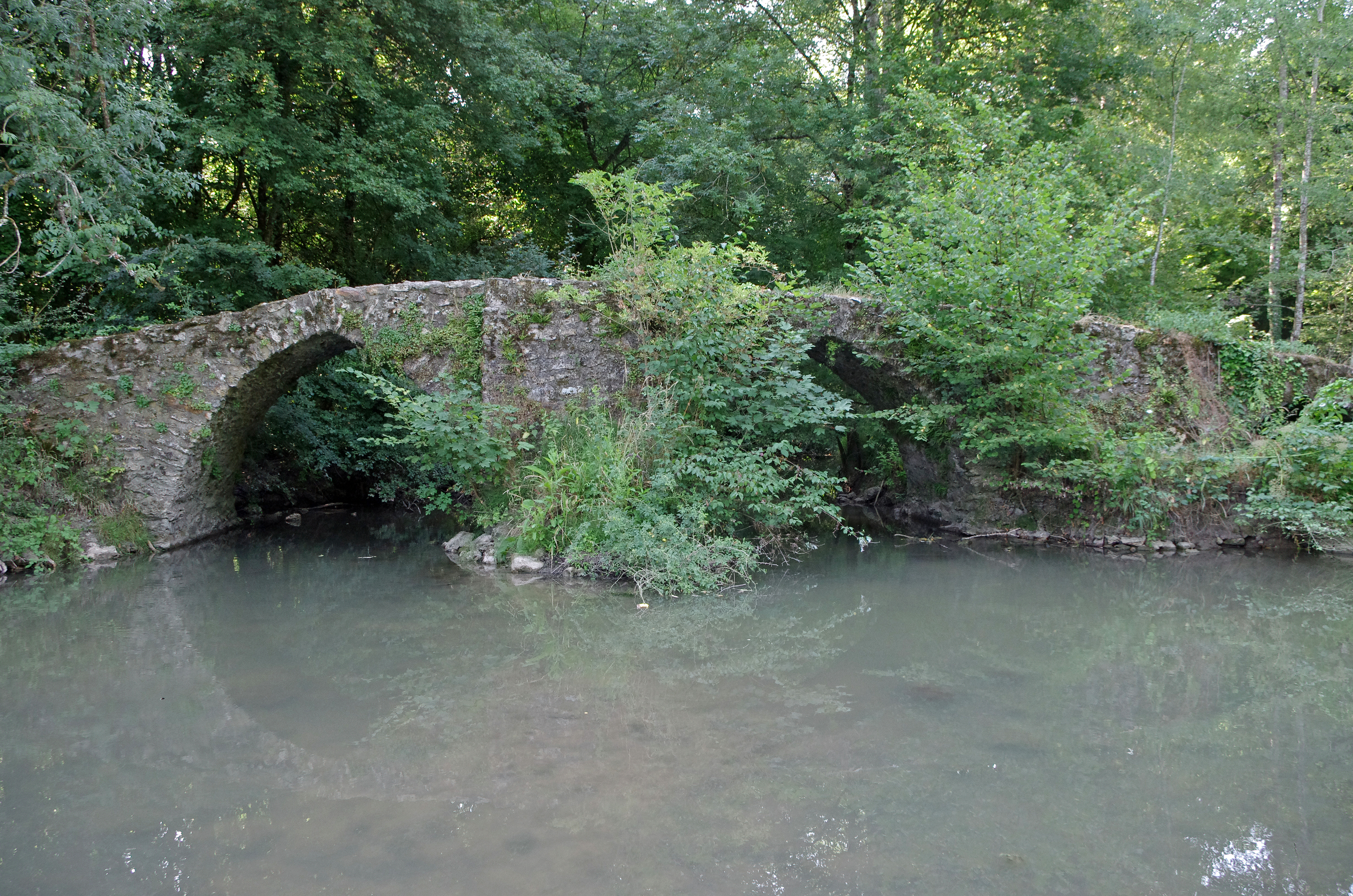
Pont Girault.
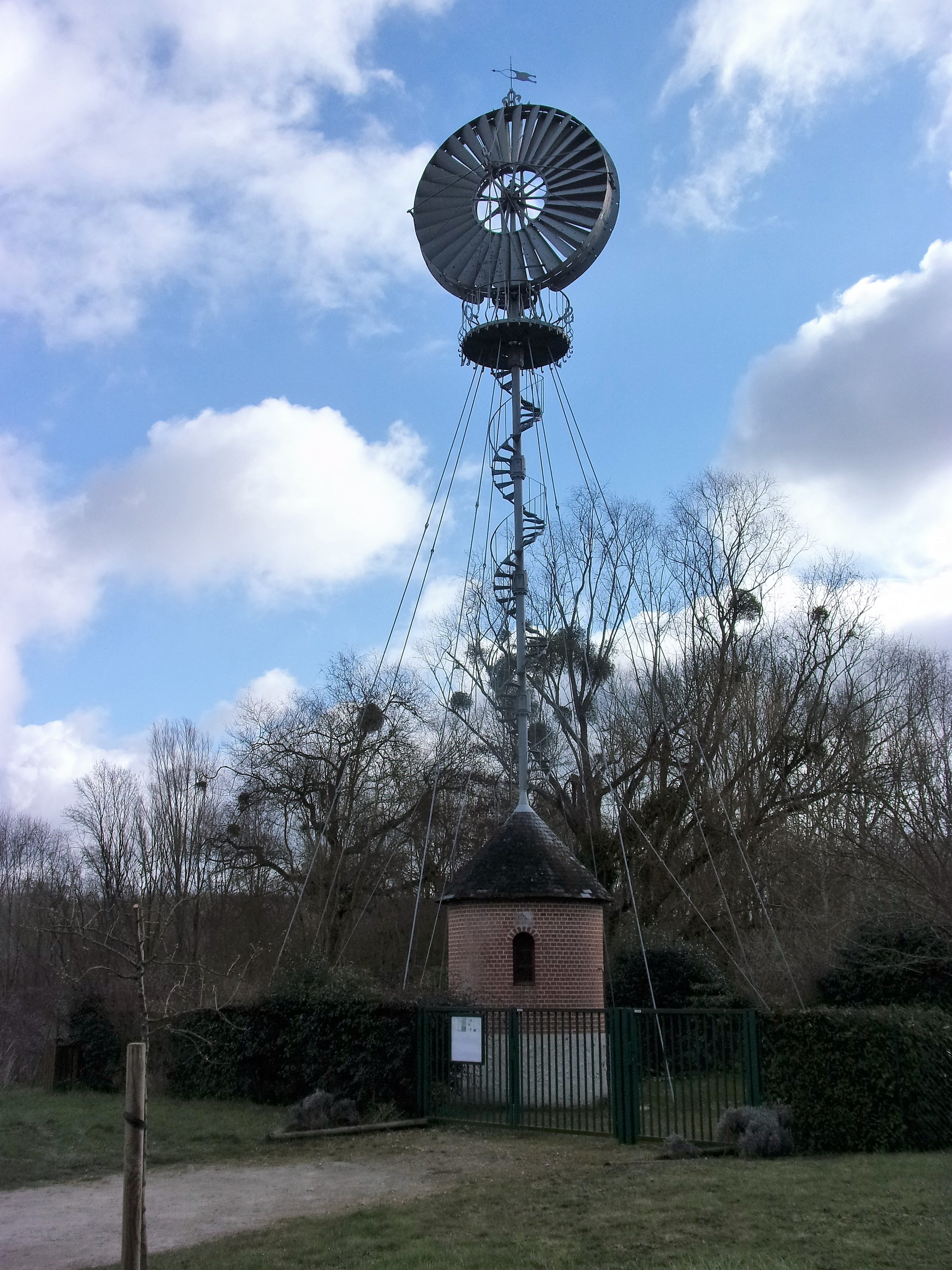
Éolienne Bollée du château de la Vilaine.
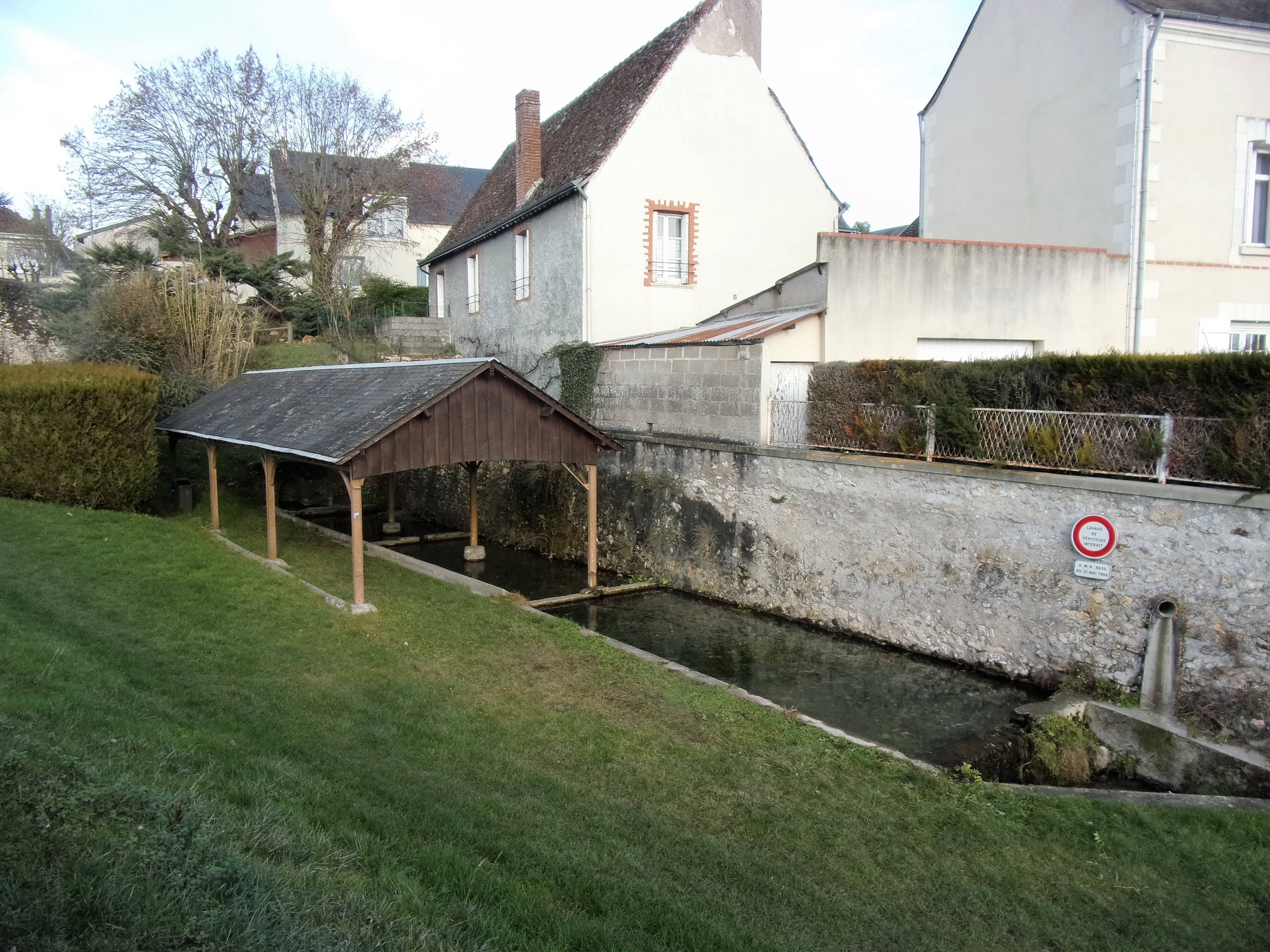
Lavoir de la rue de Tours.

### Patrimoine gastronomique

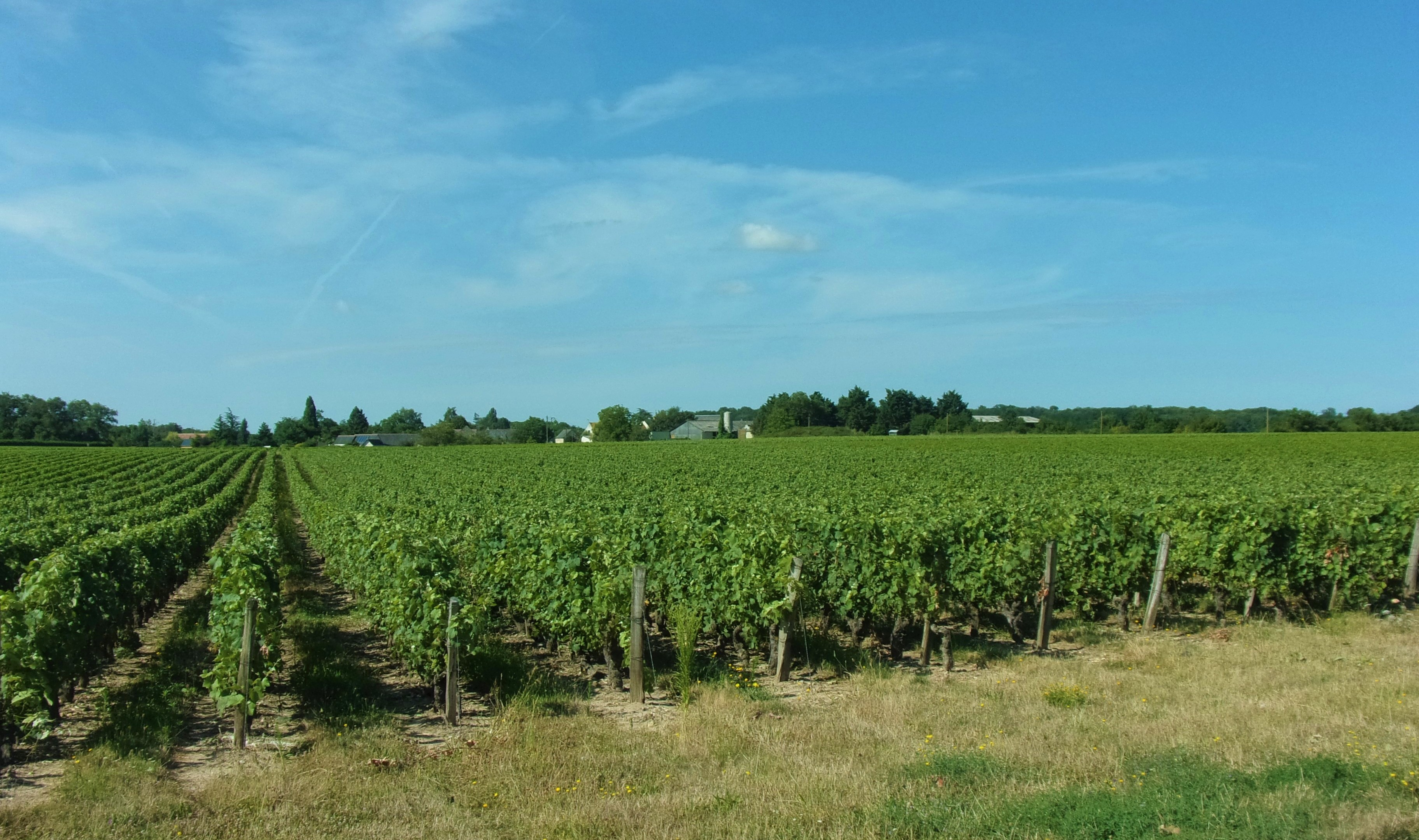
Vignoble de touraine-noble-joué à Esvres.

La commune est située dans les aires d'appellation d'origine contrôlée du touraine-noble-joué, de dix autres vins ainsi que du fromage sainte-maure-de-touraine. Bœufs du Maine, rillettes de Tours et 120 types de vins peuvent prétendre à une indication géographique protégée s'ils sont produits sur le territoire communal.

### Personnalités liées à la commune

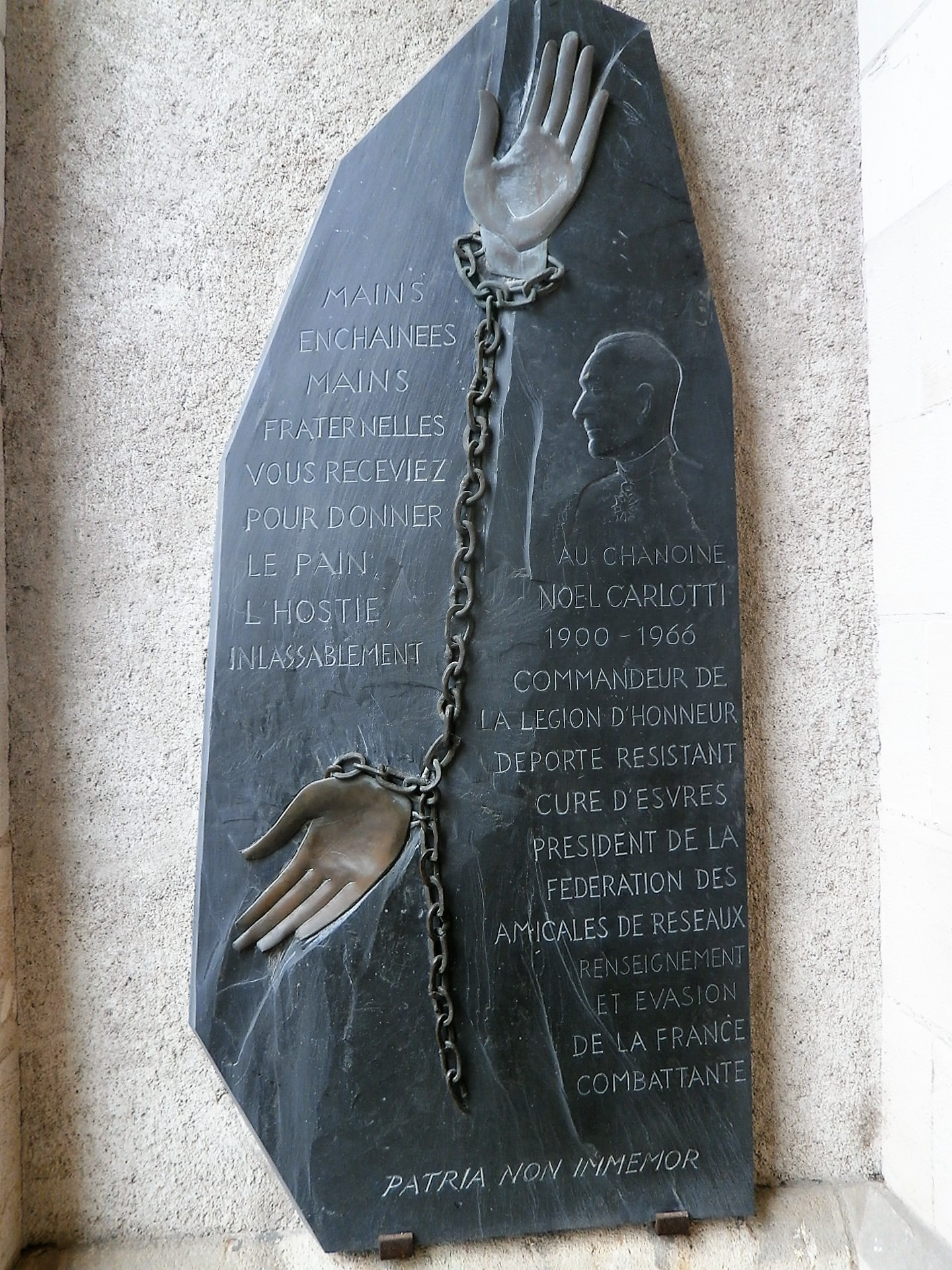
Stèle à la mémoire de Noël Carlotti.

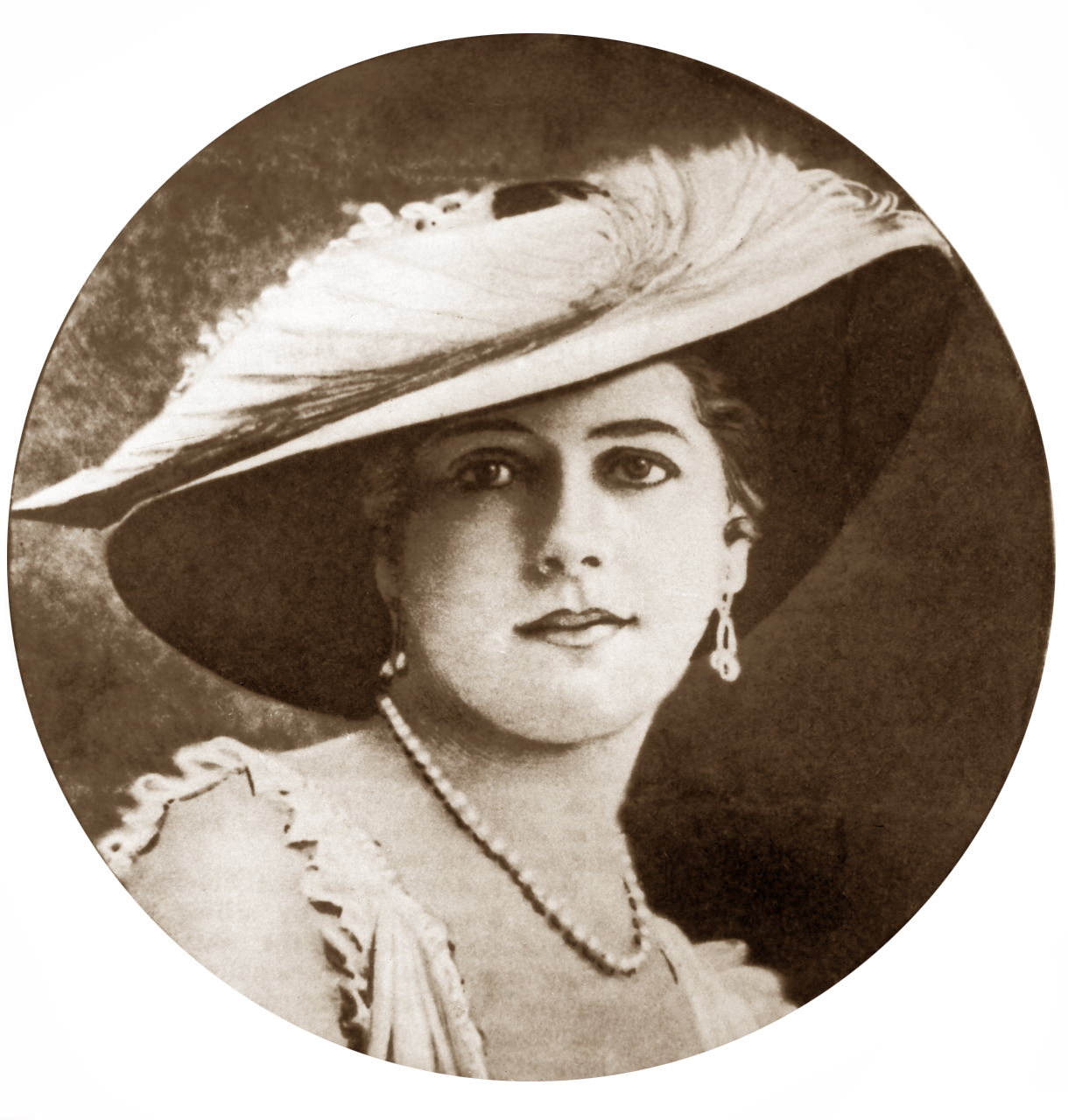
Mata Hari.

Alexandre-Pierre Odart (1778-1866), polytechnicien, ampélographe, est maire de la commune de 1818 à 1826. Une rue d'Esvres porte son nom.
Mata Hari (1876-1917), danseuse et courtisane, séjourne en 1910-1911 au Château de la Dorée, loué à la Comtesse de La Taille-Trétinville par son amant le banquier Xavier Rousseau.
Auguste Noyant (1877-1945) est maire d'Esvres de 1929 à 1944. Résistant, il meurt en déportation. Une place d'Esvres à son nom rappelle sa mémoire.
Georges Lhermitte (1884-1944) est curé d'Esvres de 1934 à 1944; résistant, il meurt en déportation à Buchenwald. La  place d'Esvres qui se trouve au chevet de l'église porte son nom.
Noël Carlotti (1900 à Pietroso-1966 à Tours), résistant, est curé de la commune de 1945 à 1966. Déporté, il devient l'aumônier « officieux » du camp de concentration de Watenstedt (satellite de Neuengamme). Il est président national de la Fédération des amicales de réseaux « Renseignement et évasion », Commandeur de la Légion d'honneur (décret du 26 juillet 1957) et titulaire de la médaille de la Résistance française. Une stèle à l'entrée de  l'église Saint-Médard et une rue à son nom célèbrent sa mémoire.
Joseph Bourreau (1910-1944) est instituteur à Esvres. Résistant, il est arrêté le 3 août 1944 et déporté. Il meurt à Ravensbrück le 21 avril 1945. Une place et l'école élémentaire de la ville portent son nom.

### Héraldique
| Blason d'Esvres- | Les armes d'Esvres se blasonnent ainsi : D'or à une roue dentée de sable encerclée de deux tiges de blé de sinople, à trois tours couvertes de gueules, soutenues d'une grappe de raisin fruitée du même, tigée et feuillée aussi de sinople, brochant sur le tout. Le blason symbolise la double vocation agricole (tiges de blé et grappe de raisin) et industrielle (roue dentée) de la commune, ainsi que son château (trois tours). |